# إندونيسيا
إِندُونِيْسِيَا، ورسميًّا جُمْهُورِيَّةُ إِندُونِيسِيَا (بالإندونيسية: Republik Indonesia) هي دولة أرخبيلية تقع في جنوب شرق آسيا البحري، وتعني باليونانية «الجزر الهندية». تضم إندونيسيا 17508 جزيرة. ويقدر عدد سكانها حوالي 282 مليون شخص، وهو ما يجعلها رابع أكبر دولة من حيث عدد السكان، كما أنها أكبر بلد ذو غالبية سكانية مسلمة، وثالث أكبر ديمقراطية في العالم، وأكبر بلد أسترونيزي في العالم. وتعد جاوة التي يعيش عليها أكثر من نصف سكان البلاد أكبر جزيرة مأهولة بالسكان في العالم.
إندونيسيا هي جمهورية، مع وجود رئيس ومجلس تشريعي منتخب. عاصمة البلاد هي مدينة جاكرتا. يشترك البلد بحدود برية مع بابوا غينيا الجديدة وتيمور الشرقية وماليزيا. وتشمل الدول القريبة الأخرى المشتركة في حدود بحرية مع إندونيسيا كلاً من سنغافورة والفلبين وأستراليا وبالاو وتايلاند والأراضي الهندية من جزر أندامان ونيكوبار. وإندونيسيا هي أحد الأعضاء المؤسسين للأسيان وعضو في مجموعة العشرين للاقتصادات الرئيسية. الاقتصاد الإندونيسي هو الثامن العشر عالميا من حيث الناتج المحلي الإجمالي الاسمي والخامس عشر من حيث القوة الشرائية.
كان الأرخبيل الإندونيسي منطقة تجارية هامة منذ القرن السابع في عهد سريفيجايا، ثم في وقت لاحق، في عهد إمبراطورية ماجاباهيت من خلال التجارة مع الصين والهند. استوعب الحكام المحليون تدريجياً الثقافات الدينية والسياسية الأجنبية منذ القرون الميلادية الأولى، وازدهرت الممالك الهندوسية والبوذية. تأثر التاريخ الإندونيسي بالقوى الأجنبية بسبب الموارد الطبيعية المهمة للبلد. جلب التجار المسلمون الإسلام، أما القوى الأوروبية فقد اقتتلت لاحتكار تجارة التوابل في جزر مالوكو خلال عصر الاستكشاف. بعد ثلاثة قرون ونصف من الاستعمار الهولندي حصلت إندونيسيا على استقلالها بعد الحرب العالمية الثانية. وقد كان تاريخ إندونيسيا مضطرباً بسبب التحديات التي تفرضها الكوارث الطبيعية والفساد والحركات الانفصالية وعملية التحول الديمقراطي وفترات من التغير الاقتصادي السريع. النظام الحالي لجمهورية إندونيسيا هو نظام وحدوي رئاسي وتتكون من ثلاثة وثلاثين مقاطعة.
يتكون أرخبيل إندونيسيا من أكثر من 17 ألف جزيرة، وهي أكثر منطقة في العالم عُرضة للزلازل كونها تقع ضمن حزام النار في المحيط الهادئ، وهي حلقة نشطة زلزاليا وبركانيا، إذ تعرض خلال عام 2018م لـ11557 هزة أرضية، من بينها 297 هزة أرضية زادت قوتها على 5 درجات بمقياس ريختر.
تتكون إندونيسيا من مجموعات عرقية ولغوية ودينية مختلفة منتشرة ومتفرقة عبر العديد من الجزر، والجاوية هي أكبر إثنية في البلاد وهي المهيمنة سياسياً. وقد وضعت إندونيسيا الهوية المشتركة التي تحددها لغة وطنية؛ أما التنوع العرقي والتعددية الدينية فقد وضعت ضمن أغلبية السكان المسلمين، ويجمعهم تاريخ الاستعمار والمقاومة والتمرد ضد هذا الاستعمار. شعار إندونيسيا الوطني هو: "Bhinneka Tunggal Ika" (الذي يعني «الوحدة في التنوع»). رغم عدد سكانها الكبير والمناطق المكتظة بالسكان، فإنه يوجد في إندونيسيا مساحات شاسعة من الأراضي البرية تجعلها في المرتبة الثانية من حيث مستوى التنوع الحيوي في العالم. إندونيسيا غنية بمواردها الطبيعية، لكن الفقر لا يزال منتشراً حتى الآن على نطاق واسع في كثير من مناطق إندونيسيا المعاصرة.

## أصل التسمية
اقتبس اسم إندونيسيا من الكلمة اللاتينية إندوس وتعني الهند، والكلمة الإغريقية نيسوس وتعني جزيرة. تعود التسمية إلى القرن الثامن عشر، أي قبل تشكيل جمهورية إندونيسيا. وفي سنة 1850 اقترح عالم الأصول الإنجليزي جورج إيرل إطلاق مصطلح إندونيسيون ومصطلح مالايونيزيون على السكان القاطنين في الأرخبيل الهندي والملايو، وفي نفس المنشور استخدم مصطلح إندونيسيا أحد تلامذة إيرل واسمه جيمس لوجان مرادفاً للأرخبيل الهندي، رغم هذا فالأكاديميات الهولندية قد استخدمت مصطلح أرخبيل الملايو (بالهولندية: Maleische Archipel)؛ والهند الشرقية الهولندية (بالهولندية: Nederlandsch Oost Indië) في منشورات الهند الشرقية عوضاً عن استخدام كلمة إندونيسيا (هندي Indië - الشرق de Oost - الإرخبيل Insulinde).
وقد أصبح اسم إندونيسيا أكثر شهرة في الأوساط الأكاديمية خارج هولندا مع بداية القرن العشرين، واعتمدت المجموعات الوطنية الإندونيسية هذا المصطلح للتعبير السياسي. وقد عمم عالم الأصول أدولف باستيان من جامعة برلين هذا الاسم من خلال كتابه Indonesien oder die Inseln des Malayischen Archipels, 1884–1894 (إندونيسيا وجزر أرخبيل الملايو: 1884-1894)، وأول عالم أندونيسي استخدم هذا الاسم كان كي هجر ديونتارا عندما أسس مكتب صحافة في هولندا وكان اسمه: Indonesisch Pers-bureau (مكتب صحافة إندونيسيا) سنة 1913.
سماها المسعودي في كتابه مروج الذهب بلاد المهراج وعرفت عند الكتاب المسلمين بأسماء جزرها: جاوة وسومطرة وشبه جزيرة الملايو وبعض المسلمين يسمون سومطرة بجاوة الكبرى وجاوة بجاوة الصغرى.

## التاريخ

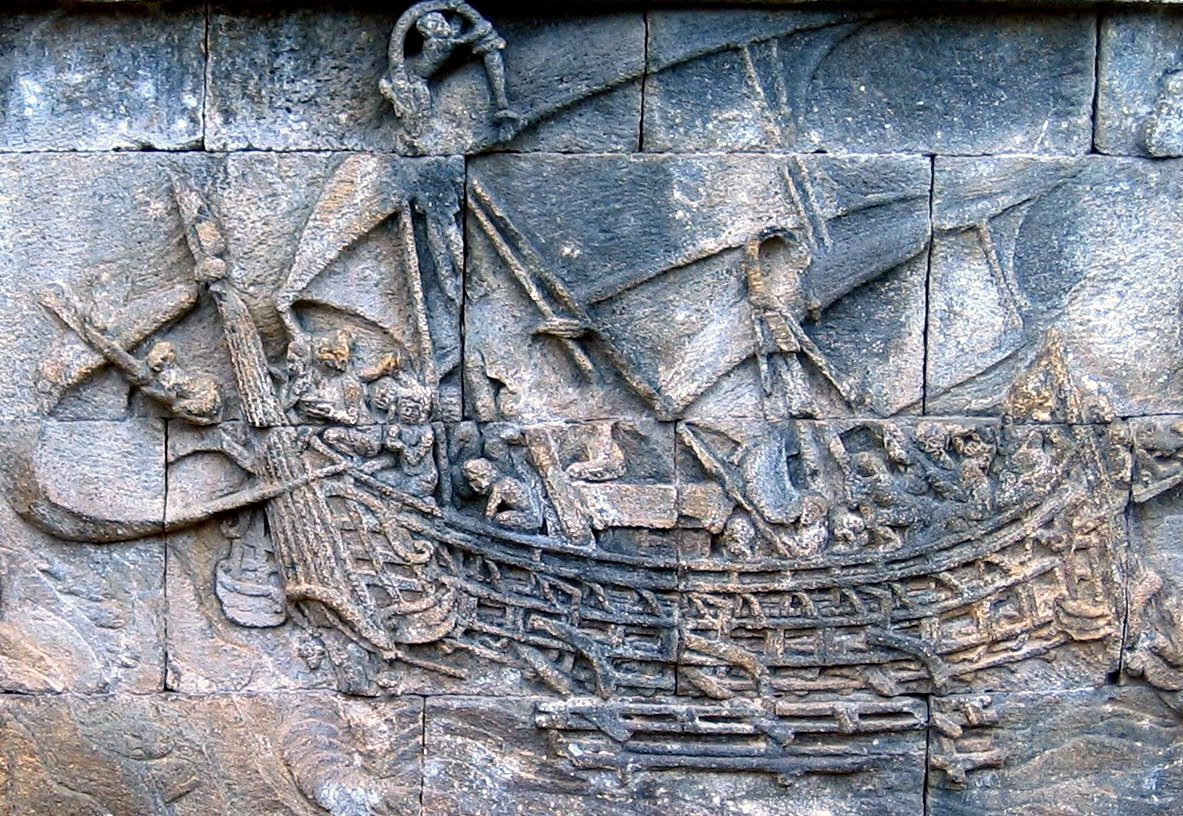
منحوتة سفينة بوروبودور في بوروبودور، 800 م. فقد قامت زوارق التجارة الاندونيسية برحلات إلى الساحل الشرقي لأفريقيا في وقت مبكر من القرن الأول الميلادي.

يمكن الاستنتاج من بعض بقايا حفرية لإنسان منتصب عرف باسم إنسان جاوة إلى أن الإنسان كان يعيش في الأرخبيل الإندونيسي منذ مليوني سنة إلى 500,000 سنة مضت. وقد وصل الإنسان العاقل (إنسان) إلى هذه المنطقة منذ نحو 45000 سنة مضت. أما الأسترونيزيون الذين يشكلون غالبية السكان الجدد فقد هاجروا إلى جنوب شرق آسيا قادمين من بلدهم الأصلي تايوان في حوالي عام 2000 قبل الميلاد، وانتشروا من خلال الأرخبيل إلى المناطق التي كانت تقتصر على الشعوب الأصلية الميلانيزية في مناطق الشرق الأقصى. وبسبب الظروف المثالية للزراعة، فقد استطاعوا زراعة الرز في الحقول الرطبة منذ وقت مبكر من القرن الثامن قبل الميلاد،  مما ساعد في ظهور القرى والبلدات، فازدهرت الممالك الصغيرة في القرن الأول قبل الميلاد وعزز موقف إندونيسيا البحري الإستراتيجي بين الجزر وعزز تجارتها الدولية، بما في ذلك علاقاتها مع ممالك الهند والصين، التي أنشئت في فترة مبكرة قبل الميلاد. ومنذ ذلك الوقت، فقد تميزت إندونيسيا بالتجارة بشكل أساسي.
في القرن السابع الميلادي، ازدهرت مملكة سريفيجايا كقوة بحرية نتيجة للتجارة ولتأثيرات الديانتين الهندوسية والبوذية. بين القرنين الثامن والعشر الميلاديين، أما سلالتي سيلندرا البوذية ومملكة ماتارام الهندوسية الزراعيتين فقد ازدهرتا ثم انحسرتا في أراضي جاوة الداخلية، ثم تركت معالماً دينية كبرى مثل بوروبودور التابعة لسلالة سيندرا وبرامبانان التابعة لمملكة ماتارام. وقد تأسست إمبراطورية ماجاباهيت الهندوسية في جاوة الشرقية في أواخر القرن الثالث عشر الميلادي، وتمدد نفوذها تحت حكم جاجاه مادا على جزء كبير من إندونيسيا.
على الرغم من أن التجار المسلمين قد وصلوا أول مرة إلى جنوب شرق آسيا في وقت مبكر من العصر الإسلامي، وأقرب دليل على تواجد السكان المسلمين في إندونيسيا يعود إلى القرن الثالث عشر في شمال سومطرة. فقد انتشر الإسلام إلى المناطق الإندونيسية الأخرى تدريجياً، وكان الدين السائد في جاوة وسومطرة بحلول نهاية القرن السادس عشر. وكانت النسبة الأكبر من الداخلين في الإسلام لديهم عادات مختلطة متأثرة بالثقافة والدين، وهذه العادات والتقاليد شكلت النموذج السائد للإسلام في إندونيسيا، وخاصة في جاوة. وقد كان أول وصول للأوروبيين إلى إندونيسيا في عام 1512 عندما وصلت السفن التجارية البرتغالية بقيادة فرانسيسكو سيراو وسعوا لاحتكار مصادر جوزة الطيب والقرنفل والكبابة في جزر الملوك. بعد ذلك بدأ النزاع بين التجار الهولنديين والبريطانيين، في عام 1602 أنشأ الهولنديون شركة الهند الشرقية الهولندية (VOC) وأصبحت القوة الأوربية المهيمنة. وبعد إفلاسها في عام 1800، أنشأت حكومة هولندا مستعمرة جزر الهند الشرقية الهولندية المؤممة.

سوكارنو، مؤسس إندونيسيا ورئيسها الأسبق

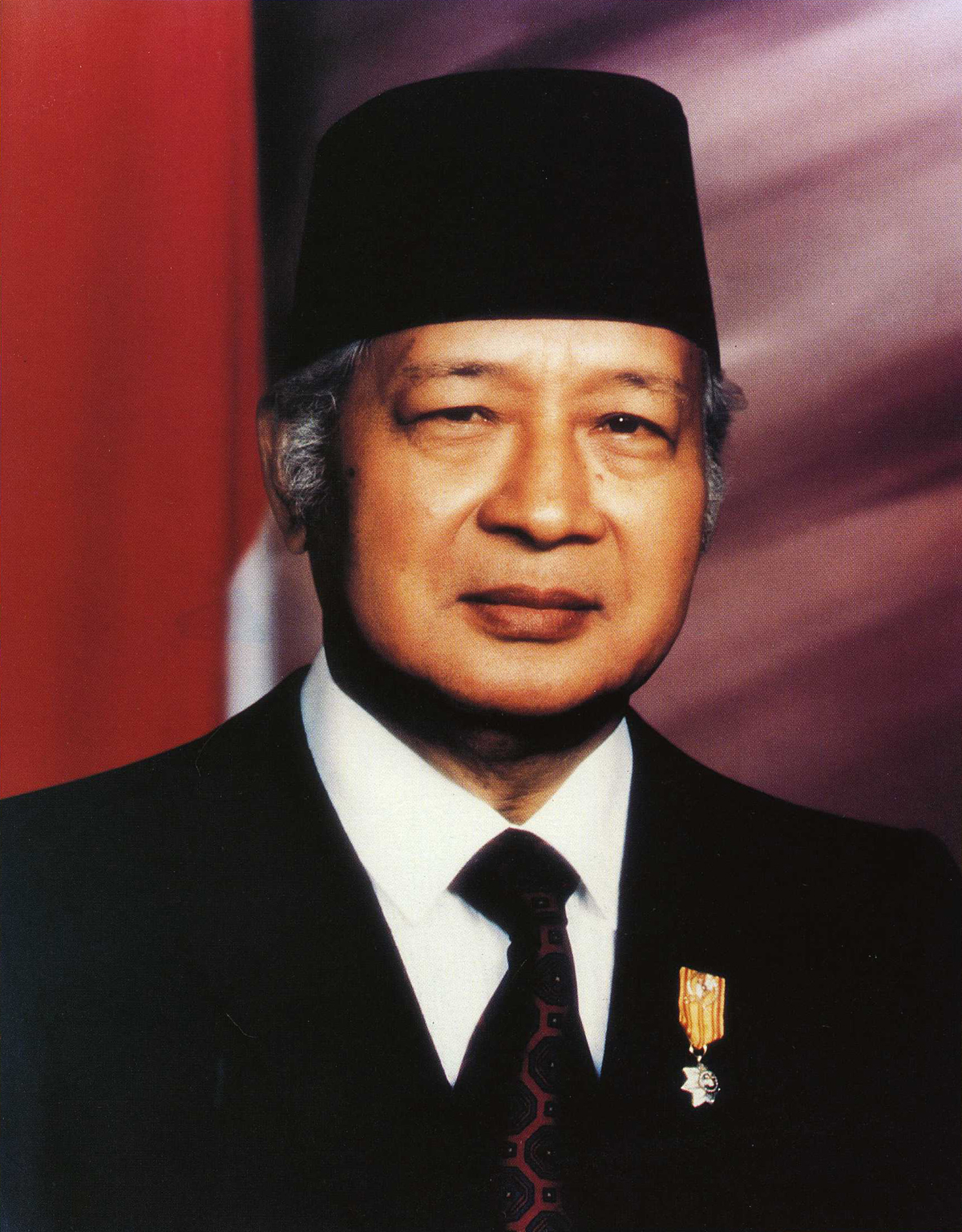
سوهارتو، الرئيس السابق وهو الثاني لإندونيسيا

كانت السيطرة الهولندية خلال معظم الفترة الاستعمارية مقتصرة على المناطق الساحلية، بينما كان النفوذ ضعيفاً داخل الجزر، لكن في أوائل القرن العشرين امتدت الهيمنة الهولندية لتشمل حدود إندونيسيا الحالية أُنهي الاستعمار الهولندي بغزو اليابان لإندونيسيا خلال الحرب العالمية الثانية وقد ساند الغزو ثورة استقلال إندونيسيا المقموعة سابقاً. وبعد يومين من استسلام اليابان في أغسطس 1945، قام الزعيم الوطني المؤثر سوكارنو بإعلان الاستقلال وعُيّن رئيساً. لكن هولندا حاولت إعادة سيطرتها فجوبهت بكفاح مسلح وجهود دبلوماسية استمرت حتى ديسمبر 1949 اعترفت هولندا على إثرها رسمياً باستقلال إندونيسيا بعد مواجهتها ضغوطاً دولية باستثناء بعض الأراضي التي استمرت السيطرة الهولندية عليها في غرب غينيا الجديدة والتي أعيدت لإندونيسيا بعد اتفاقية نيويورك عام 1962، وقانون حرية الاختيار بتفويض من الأمم المتحدة في عام 1969.
انتقل سوكارنو من الديمقراطية نحو السلطوية وحافظ على قاعدة سلطته عن طريق الموازنة بين القوى المعارضة المتمثلة في الجيش والحزب الشيوعي الإندونيسي (PKI)،  وقد أحبط الجيش محاولة انقلاب في 30 سبتمبر 1965 قاد على إثرها حملة تطهير عنيفة ضد الشيوعيين بسبب إلقاء اللوم على الحزب الشيوعي الإندونيسي بمحاولة الانقلاب مما أدى إلى القضاء على الحزب، قتل على إثرها ما بين 500000 ومليون شخص. الجنرال سوهارتو قائد الجيش، أضعف سوكارنو سياسياً ثم عُيّن رئيساً بشكل رسمي في آذار 1968، وقد أيدت حكومة الولايات المتحدة النظام الجديد،  وشجع سوهارتو الاستثمار الأجنبي المباشر في إندونيسيا، والذي كان عاملاً رئيسياً للنمو الاقتصادي الكبير في العقود الثلاثة اللاحقة. ومع ذلك، فإن «النظام الجديد» كان سلطوياً وأتهم على نطاق واسع بالفساد وقمع المعارضة السياسية.
كانت إندونيسيا البلد الأكثر تضرراً من الأزمة المالية الآسيوية عام 1997. وقد أدى السخط الشعبي المتزايد من النظام الجديد إلى احتجاجات شعبية في جميع أنحاء البلاد. فاستقال سوهارتو في 21 مايو 1998. وفي عام 1999، صوت التيموريون الشرقيون لصالح الانفصال عن إندونيسيا بعد حكم عسكري دام 25 عاماً وإدانة دولية لقمع أبناء تيمور الشرقية. بعد استقالة سوهارتو، عززت العمليات الديمقراطية وبرامج الحكم الذاتي الإقليمي، وأجريت أول انتخابات رئاسية مباشرة في عام 2004. فانخفضت حالات عدم الاستقرار السياسي والاقتصادي والاضطراب الاجتماعي والفساد والإرهاب، كما أن أداء الاقتصاد في السنوات الخمس كان قوياً. إضافة إلى أن العلاقات بين مختلف المجموعات الدينية والعرقية متناغم إلى حد كبير رغم كل السخط والعنف الطائفي الذي قد حدث. ومن أبرز ما قد تم تحقيقه هو التسوية السياسية للنزاع المسلح في إقليم آتشيه الانفصالي في عام 2005.

## السياسة والحكومة

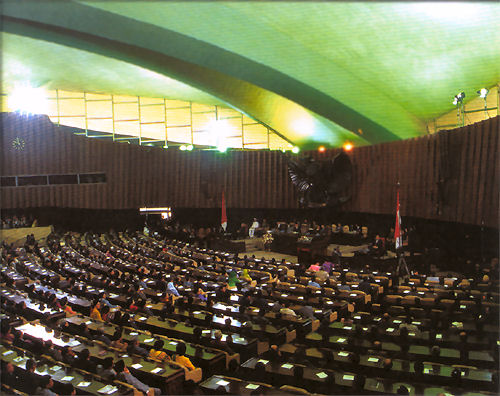
جلسة مجلس الشعب في جاكرتا

إندونيسيا هي جمهورية ذات نظام رئاسي كدولة موحدة، وتتركز السلطة في الحكومة المركزية. وعقب استقالة الرئيس سوهارتو في عام 1998، خضعت المؤسسات السياسية والحكومية لإصلاحات شاملة. حدثت أربعة تعديلات على دستور عام 1945 في إندونيسيا في الأعوام 1998 و 1999 و 2000 و 2001 فتم إعادة تنظيم السلطات التنفيذية والقضائية والتشريعية. بحسب دستور إندونيسيا فإن رئيس إندونيسيا هو رئيس الدولة والقائد العام للقوات المسلحة الإندونيسية الوطنية، والمسؤول عن إدارة الحكم المحلي وصانع السياسات والشؤون الخارجية. يعين الرئيس مجلس الوزراء والذين ليسوا بالضرورة أن يكونوا منتخبين من قبل أعضاء المجلس التشريعي. كانت الانتخابات الرئاسية لعام 2004 هي الأولى التي ينتخب الشعب مباشرة الرئيس ونائب الرئيس. يجوز للرئيس أن يحكم بحد أقصى فترتين متتاليتين كل منهما خمس سنوات.
الجمعية الاستشارية الشعبية (MPR) هي أعلى هيئة تمثيلية على المستوى الوطني. وظائفها الرئيسية هي الحفاظ على الدستور وتعديله واختيار الرئيس وإضفاء الطابع الرسمي على الخطوط العريضة لسياسة الدولة. الجمعية لديها صلاحية سحب الثقة عن الرئيس. الجمعية الاستشارية الشعبية تضم قسمين: مجلس نواب الشعب (DPR)، ويتكون من 560 عضواً، ومجلس نواب الأقاليم (DPD)، ويتكون من 132 عضواً. مجلس نواب الشعب يمرر التشريعات ويراقب السلطة التنفيذية. ينتخب الأعضاء لمدة خمس سنوات على أساس التمثيل النسبي. وقد زادت الإصلاحات منذ عام 1998 بشكل ملحوظ بسبب دور مجلس نواب الشعب في الحكم. أما مجلس نواب الأقاليم فهو مؤسسة جديدة لإدارة مسائل الاقاليم.
يتم الحكم في معظم القضايا المدنية أمام المحاكم الوطنية (Pengadilan Negeri)، أما الطعون فتقضى فأمام المحكمة العليا (Pengadilan Tinggi). المحكمة العليا (Mahkamah Agung) هي أعلى محكمة في البلاد، وتقضي في قضايا الاستئناف والتمييز. المحاكم الأخرى تشمل:
- المحكمة التجارية التي تنظر في قضايا الإفلاس والإعسار،
- محكمة الدولة الإدارية (Pengadilan Tata Negara) التي تنظر في قضايا القانون الإداري ضد الحكومة،
- المحكمة الدستورية (Mahkamah Konstitusi) للنظر في القضايا المتعلقة بشرعية القانون والانتخابات العامة وحل الأحزاب السياسية ونطاق سلطة مؤسسات الدولة،
- المحكمة الدينية (Pengadilan Agama) للتعامل مع الحالات الشرعية.[63]

## العلاقات الخارجية والعسكرية

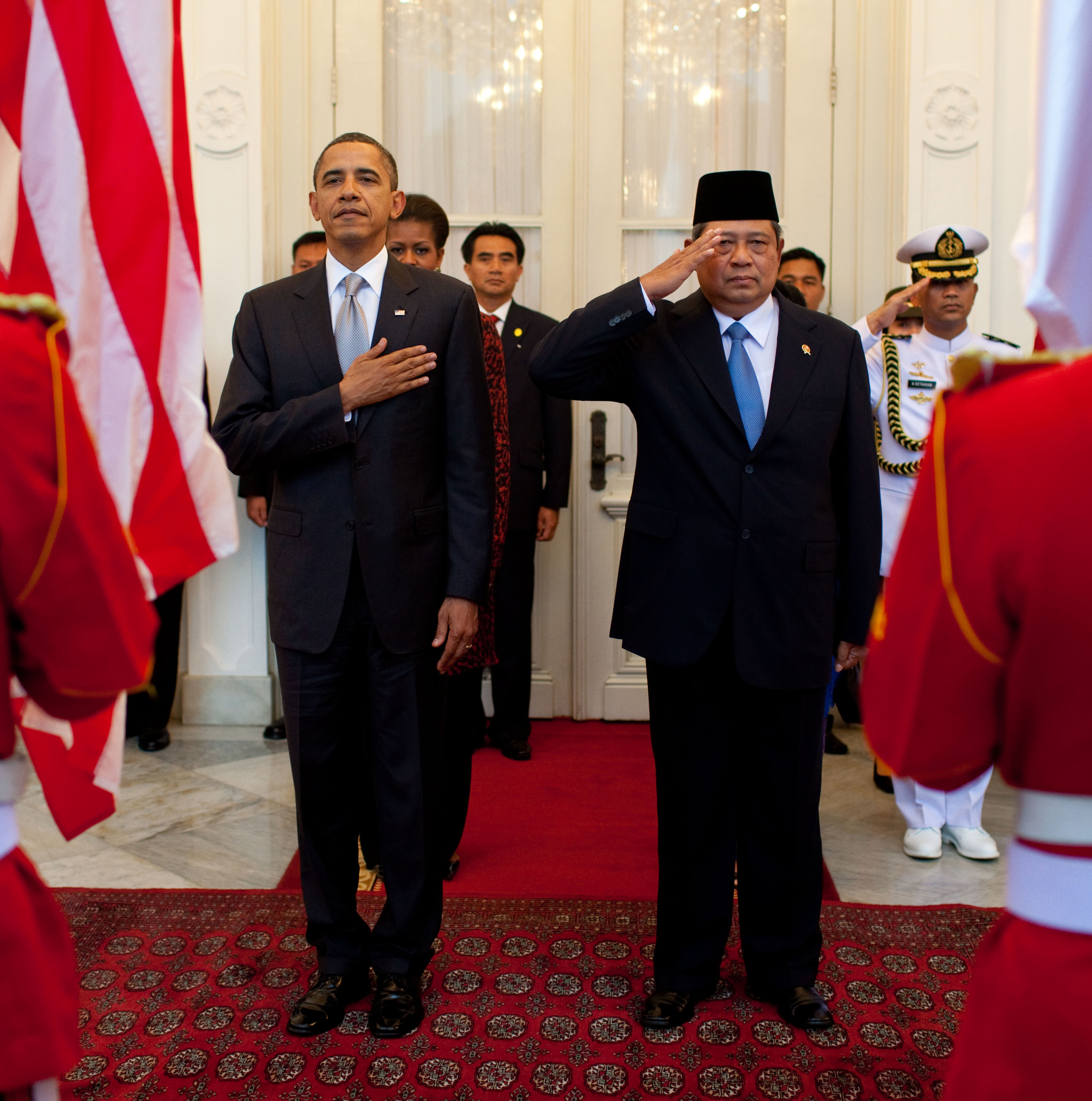
رئيس إندونيسيا سوسيلو بانبانغ يودهونو مع الرئيس الأمريكي باراك أوباما في قصر مرديكا في جاكرتا، في 9 نوفمبر 2010. أوباما له شعبية في إندونيسيا لكونه قضى فترة من طفولته فيها.

على النقيض من كراهية سوكارنو للقوى الغربية والإمبريالية والتوترات مع ماليزيا، فقد تغيرت العلاقات الخارجية الإندونيسية منذ «النظام الجديد» لسوهارتو نحو علاقات على أساس التعاون الاقتصادي والسياسي مع الدول الغربية. حافظت إندونيسيا على علاقات وثيقة مع جيرانها في آسيا، فهي عضو مؤسس للآسيان ومؤتمر شرق آسيا، واستعادت علاقاتها مع جمهورية الصين الشعبية في عام 1990 بعد تجميد المعمول به منذ حملات التطهير المناهضة للشيوعية منذ فترة مبكرة من عهد سوهارتو. إندونيسيا عضو في الأمم المتحدة منذ عام 1950، (انسحبت إندونيسيا مؤقتاً من الامم المتحدة في 20 كانون الثاني 1965 بسبب انتخاب ماليزيا بوصفها عضوا غير دائم في مجلس الأمن، لكنها أعلنت عزمها على استئناف التعاون الكامل مع الامم المتحدة واستئناف المشاركة في أنشطتها في 19 أيلول 1966، فدعيت إلى إعادة الانضمام إلى الامم المتحدة في 28 سبتمبر 1966)، وهي أحد مؤسسي حركة عدم الانحياز ومنظمة التعاون الإسلامي ودولة موقعة على اتفاقية منطقة آسيان للتجارة الحرة ومجموعة كيرنز ومنظمة التجارة العالمية، وعضو سابق في أوبك، لكنها انسحبت في عام 2008 لأنها لم تعد تصدر النفط بكميات كما سبق. وقد تلقت إندونيسيا المساعدات الإنسانية والتنمية منذ عام 1966، ولا سيما من الولايات المتحدة وأوروبا الغربية وأستراليا واليابان.
وقد عملت الحكومة الإندونيسية مع بلدان أخرى لاعتقال ومحاكمة مرتكبي التفجيرات الدموية الكبرى المرتبطة بتنظيم القاعدة والتي أسفرت عن مصرع 202 شخصا (من بينهم 164 سائح أجنبي) في منتجع بالي في عام 2002. وبسبب هذه الهجمات وتحذيرات السفر التي لحقتها من بلدان أخرى، فقد تضررت السياحة بشدة في اندونيسيا وانخفض الاستثمار الأجنبي.
القوات الاندونيسية المسلحة (TNI) تضم 300000 عضواً وتشمل الجيش (TNI–AD) والقوات البحرية (TNI–AL، تضم مشاة البحرية)، وسلاح الجو (TNI–AU). الجيش يضم نحو 400000 من المنتسبين النشطين. وقد بلغت الميزانية الوطنية للإنفاق على الجيش 4٪ من الناتج المحلي الإجمالي في عام 2006، ويتم توفير المبلغ من الإيرادات التجارية للمؤسسات العسكرية. ومن أبرز الإصلاحات بعد استقالة سوهارتو عام 1998 هي إيقاف تمثيل القوات المسلحة الرسمية في البرلمان. ومع ذلك، لا يزال النفوذ السياسي للجيش واسع النطاق.
وقد أدت الحركات الانفصالية في مقاطعات آتشيه وبابوا إلى النزاعات المسلحة، تلتها اتهامات كل طرف للآخر بالانتهاكات الوحشية لحقوق الإنسان. وقد تم التوصل إلى اتفاق وقف إطلاق النار في 2005 بعد حرب عصابات متقطعة لثلاثين عاماً بين حركة آتشيه الحرة (GAM) والجيش الإندونيسي. أما في بابوا، فقد نفذت إصلاحات كبيرة في قوانين الحكم الذاتي الإقليمي، وإن كانت محدودة، أدت إلى تراجع في مستويات العنف وانتهاكات حقوق الإنسان، منذ رئاسة سوسيلو بانبانغ يودهونو.

## التقسيمات الإدارية
تتكون إندونيسيا إدارياً من 33 مقاطعة، خمس منها لها وضع خاص. لكل مقاطعة سياسية التشريعية الخاصة بها وحاكم. تنقسم المقاطعات إلى المديريات (kabupaten) والمدن الرئيسية (كوتا)، والتي تنقسم إلى تقسيمات إدارية (كيكاماتان)، ثم في التجمعات القروية (kelurahan). تقسم القرية إلى عدة تجمعات سكنية (Rukun-Warga (RW)) التي تنقسم إلى أحياء (Rukun-Tetangga (RT)). في أعقاب تنفيذ إجراءات الحكم الذاتي الإقليمي في عام 2001، أصبحت المقاطعات والمدن الرئيسية وحدات إدارية، وهي مسؤولة عن توفير معظم الخدمات الحكومية. مستوى إدارة القرية هو الأكثر تأثيراً في حياة المواطن اليومية، ويدير باتاس (زعيم القرية) الشؤون العامة والشؤون الاقتصادية للقرية أو الحي من خلال مجلس لورا (lurah) منتخب.

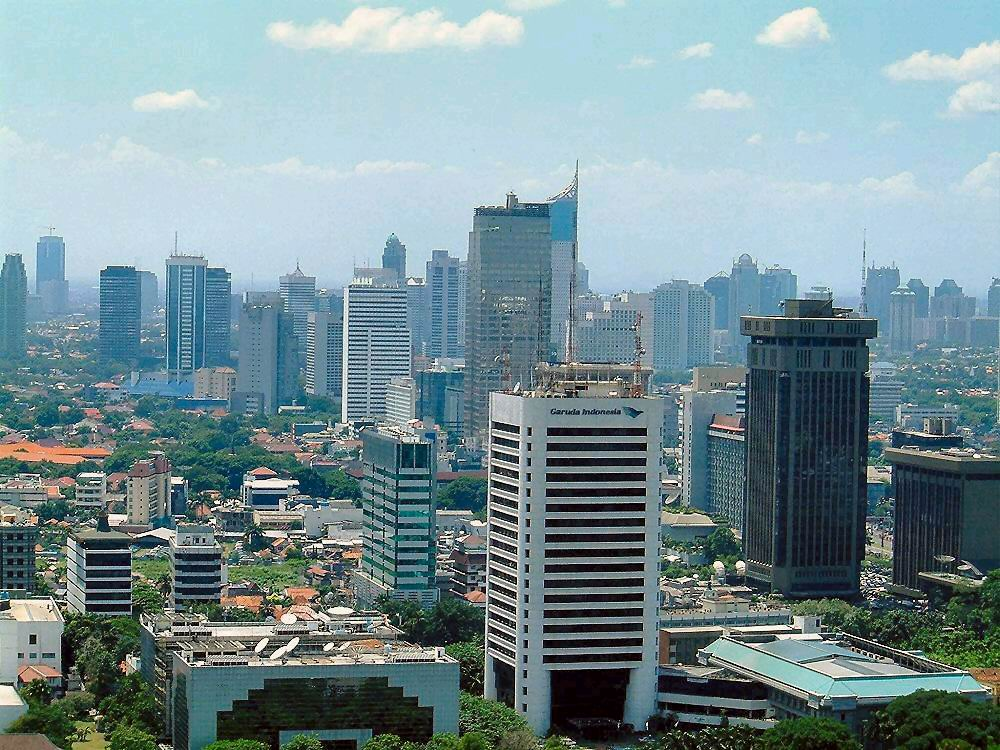
جاكرتا أكبر مدينة في إندونيسيا وعاصمتها

 مقاطعات آتشيه وجاكرتا ويوجياكارتا وبابوا الغربية بامتيازات التشريعية أكبر ولها درجة أعلى من الاستقلالية عن الحكومة المركزية مقارنة بالمحافظات الأخرى. حكومة آتشيه، على سبيل المثال، لها الحق في إنشاء نظام قانوني مستقل، ففي عام 2003، اعتمدت الشريعة الإسلامية مصدراً للتشريع والحكم. كما منحت يوجياكرتا وضع المنطقة الخاصة تقديراً لدورها المحوري في دعم الجمهوريين الإندونيسيين خلال الثورة الإندونيسية. بابوا، المعروفة سابقاً باسم إيريان جايا، والآن بابوا الغربية، منحت وضعاً خاصاً من الحكم الذاتي في عام 2001. جاكرتا هي منطقة العاصمة الخاصة.
- تتكون إندونيسيا من 33 مقاطعة (2 منها دوائر خاصة وواحدة لمنطقة العاصمة). المقاطعات تتألف من مراكز التي تتألف من نقاط وبلديات.

### المقاطعات
الدوائر الخاصة هي: آتشيه (أو نانجرو آتشيه دار السلام) ويوجياكرتا. الدوائر الخاصة تتمتع بمزيد من الاستقلال الذاتي مقارنة بالمقاطعات. وبالتالي فلهم مزايا تشريعية: فالحكومة الآتشية لها حق تشكيل نظام قضائي مستقل، فقد اعتمدت الحكومة الآتشية سنة 2003 الشريعة الإسلامية مصدراً رئيسياً للتشريع لديها. أما يوجياكارتا فما زالت سلطنة وسلطانها هو حاكم الدائرة الفعلي مدى الحياة (حاليا سري سلطان هامنكوبوونو العاشر ذو الشعبية الجارفة).

### المناطق
منطقة العاصمة هي جاكرتا، والتي بالرغم من كونها مدينة إلا أنها تدار على أنها مقاطعة فيحكمها حاكم وليس عمدة وتنقسم إلى مراكز (كالقاهرة).
تيمور الشرقية كانت مقاطعة إندونيسية منذ جلاء البرتغاليين عنها سنة 1976 حتى تخلت إندونيسيا عن السيادة عليها سنة 1999. وبعد مرحلة من الإدارة الانتقالية من قبل الأمم المتحدة، أصبحت دولة مستقلة سنة 2002.

## الجغرافيا

التسونامي الذي ضرب إندونيسيا في 2004

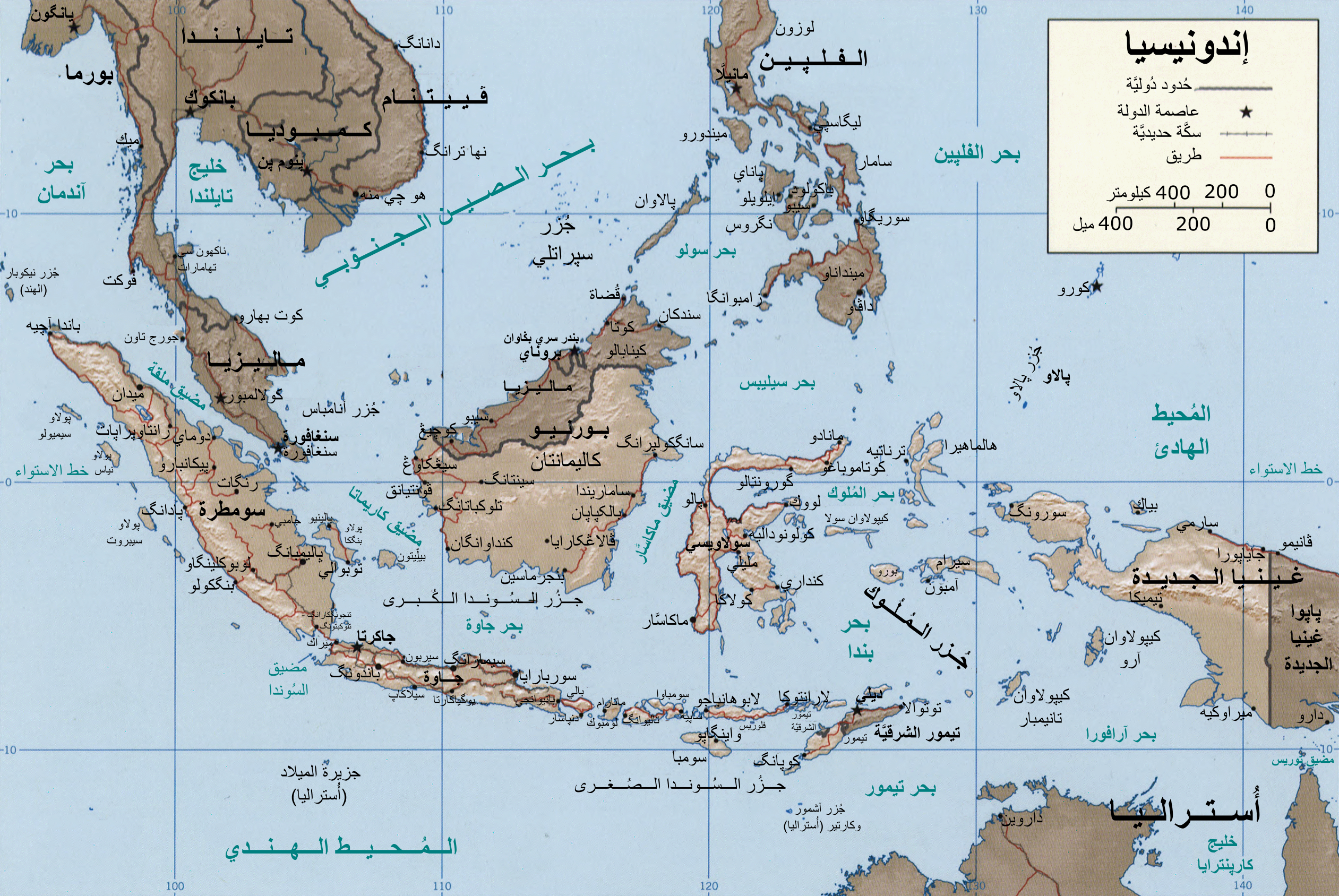
خريطة إندونيسيا

تقع إندونيسيا بين خطي عرض 11° جنوباً و 6° شمالاً، وخطي طول 95° و 141° شرقاً. وتتألف من 17508 جزيرة، 6000 منها مأهولة مبعثرة على جانبي خط الاستواء. أكبرها جاوة وسومطرة وبورنيو (المقسمة مع بروناي وماليزيا) وغينيا الجديدة (المقسمة مع بابوا غينيا الجديدة)، وسولاوسي.
إندونيسيا لها حدود برية مشتركة مع ماليزيا في جزيرة بورنيو وبابوا غينيا الجديدة في جزيرة غينيا الجديدة وتيمور الشرقية في جزيرة تيمور. كما أن لها حدوداً بحرية عبر مضائق ضيقة مع سنغافورة وماليزيا والفلبين في الشمال، ومع أستراليا في الجنوب. العاصمة جاكرتا، في جاوة، وأكبر مدينة في البلاد، تليها سورابايا وباندونغ ومدان وسمارانغ.
مساحة إندونيسيا هي 1919440 كم² (741050 ميلاً مربعاً)، وهي الدولة السادسة عشر من حيث المساحة. متوسط الكثافة السكانية هو 134 نسمة لكل كيلومتر مربع (347 لكل ميل مربع)، وتحمل التسلسل 79 في العالم، مع العلم أن جزيرة جاوة هي أكثر جزر العالم من حيث عدد السكان، حيث أن الكثافة السكانية فيها هي 940 نسمة لكل كيلومتر مربع (2435 لكل ميل مربع). أعلى قمة في إندونيسيا هي بونتشاك جايا في بابوا البالغ ارتفاعها 4884 متراً (16024 قدماً)، وبحيرة توبا في سومطرة هي أكبر بحيرة، مساحتها 1145 كم² (442 ميلاً مربعاً). أطول الأنهار تقع في كاليمانتان، وتشمل نهر ماهاكام ونهر باريتو؛ مثل هذه الأنهار تنفع في التواصل والتنقل بين المدن والقرى في الجزيرة.

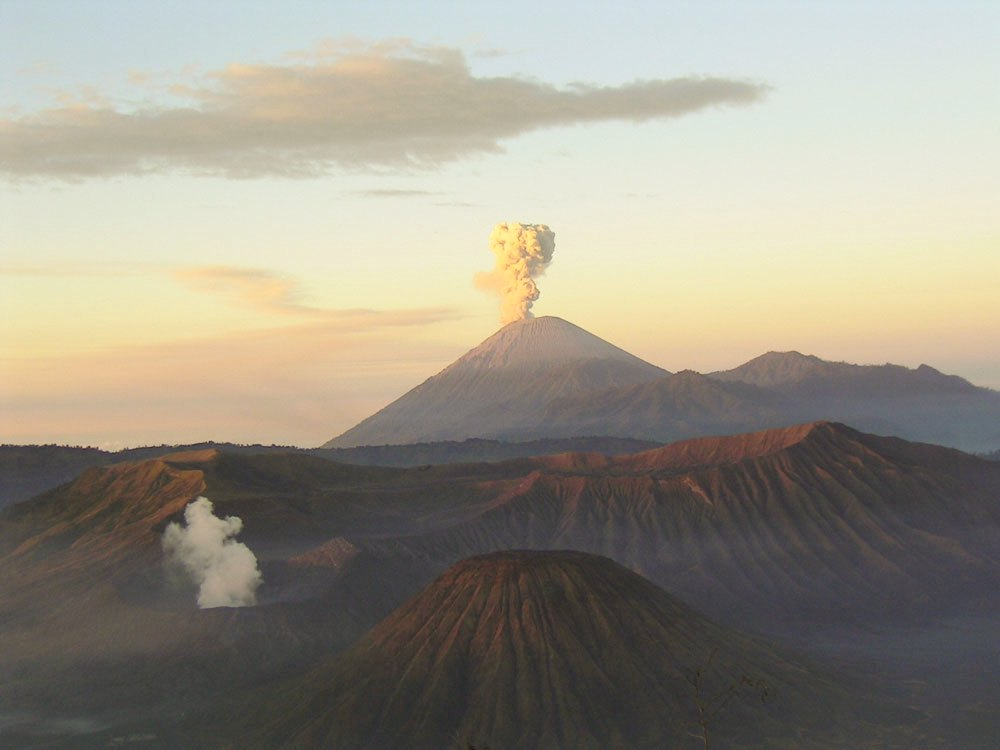
جبل سيميرو وجبل برومو في جاوة الشرقية. النشاطات الزلزالية والبركانية في إندونيسيا هي من بين الأعلى في العالم.

موقع إندونيسيا على حواف صفائح المحيط الهادئ وأوراسيا والأسترالية التكتونية يجعل الموقع متعرضاً للعديد من البراكين والزلازل بشكل متكرر. يوجد في إندونيسيا ما لا يقل عن 150 بركاناً نشطاً، أبرزها كراكاتوا وتامبورا المشهوران بثوراناتها البركانية المدمرة خلال القرن التاسع عشر. اندلاع البركان الرهيب في توبا قبل 70000 سنة تقريباً كان واحداً من أكبر الثورات من أي وقت مضى. من الكوارث الأخيرة بسبب النشاط الزلزالي تشمل تسونامي 2004 في سومطرة الشمالية المتسبب في مقتل 167736 شخصاً، وزلزال يوغياكارتا في عام 2006. ومع ذلك، فإن الرماد البركاني هو المساهم الرئيسي في الخصوبة الزراعية العالية التي حافظت تاريخياً على الكثافة السكانية العالية في جاوة وبالي.

خريطة تصنيف مناخ كوبن-جايجر لإندونيسيا

وقوع إندونيسيا على خط الاستواء يجعلها ذات مناخ مداري، مع موسمين من الرياح الموسمية رطبة وجافة. المتوسط السنوي لهطول الأمطار في المناطق المنخفضة يتراوح بين 1,780-3,175 ملم (70-125 بوصة)، وتصل إلى 6100 ملم (240 بوصة) في المناطق الجبلية. المناطق الجبلية، وخصوصاً في الساحل الغربي لسومطرة وجاوة الغربية وكاليمانتان وسولاويسي، وبابوا، تتلقى أعلى هطول الأمطار. الرطوبة عالية عموما، في المتوسط نحو 80 ٪. درجات الحرارة تختلف قليلاً على مدار السنة، ومتوسط درجات الحرارة اليومية في جاكرتا 26-30 درجة مئوية (79-86 درجة فهرنهايت).

### النباتات والحيوانات

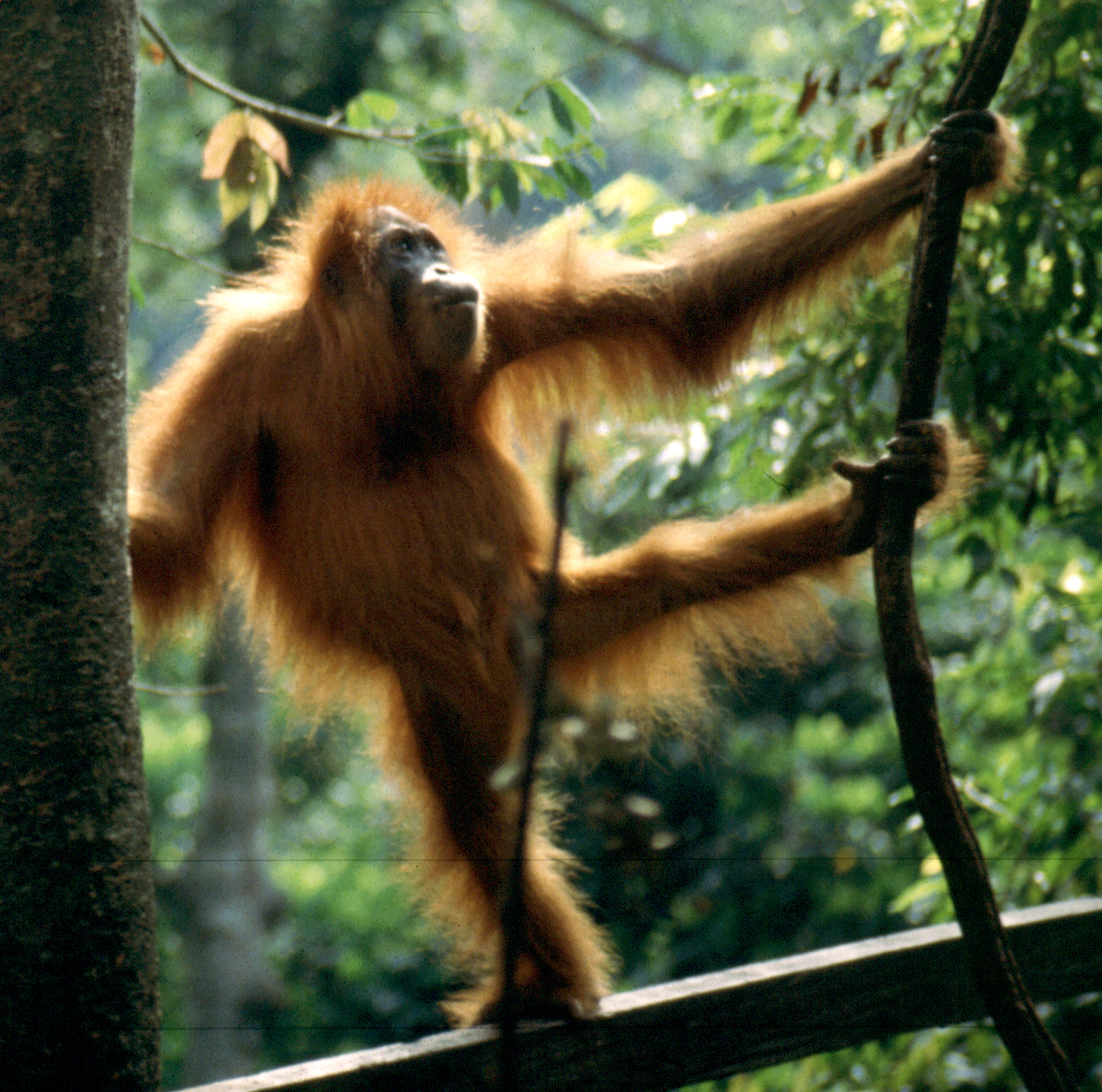
إنسان الغاب السومطري المهدد بالانقراض من الأنواع المتوطنة في إندونيسيا

مساحة إندونيسيا ومناخها الاستوائي والجغرافيا الأرخبيلية تجعلها ثاني أعلى مستوى للتنوع البيولوجي في العالم (بعد البرازيل)، والنباتات والحيوانات هو خليط من الأنواع الآسيوية والأسترالاسية. جزر سوندا (سومطرة وجاوة وبورنيو وبالي) لديها ثروة من الحيوانات الآسيوية لكونها كانت متصلة بالقارة الآسيوية سابقاً. الأنواع الكبيرة مثل الببر ووحيد القرن وإنسان الغاب والفيل والنمر كانت وفيرة الشرق الأقصى وبالي، ولكن أعدادها وتوزيعها تضاءل بشكل كبير. تغطي الغابات حوالي 60٪ من البلاد. في سومطرة وكاليمانتان غالب الأنواع الآسيوية. ومع ذلك، فإن الغابات في جاوة أصغر، وأكثر كثافة سكانية، وتم إزالة الغابات إلى حد كبير للزراعة والمساكن. في سولاويزي ونوسا تينجارا ومالوكو تم عزل الأجزاء المسكونة عن النباتات والحيوانات. بابوا كانت جزءً من مساحة القارة الأسترالية، وموطناً لحيوانات فريدة من نوعها ونباتات ترتبط ارتباطاً وثيقاً بأستراليا، بما في ذلك أكثر من 600 نوعاً من الطيور.
إندونيسيا تسلسلها الثانية بعد أستراليا من حيث العدد الإجمالي للأنواع المستوطنة، 36٪ من أنواع طيورها البالغ عددها 1531 نوعاً و 39٪ من أنواع ثديياتها البالغ عددها 515 نوعاً هي أنواع مستوطنة. يحيط بإندونيسيا الساحل طوله 80000 كم (50000 ميل) محاط ببحار استوائية تساهم في ارتفاع مستوى التنوع البيولوجي في البلاد. إندونيسيا لديها مجموعة من النظم البيئية البحرية والساحلية تشمل الشواطئ والكثبان الرملية والأخوار وأشجار المانغروف والشعاب المرجانية والحشائش البحرية والسواحل الطينية وشقق المد والجزر والطحالب والنظم الإيكولوجية الجزرية الصغيرة. إندونيسيا هي واحدة من البلدان مثلث المرجان وفيها أكبر تنوع في العالم من أسماك الشعاب المرجانية بأكثر من 1650 نوع في شرق إندونيسيا فقط. مختص الطبيعة البريطانية ألفرد راسل والاس وصف الخط الفاصل بين توزيع وسلام الأنواع الآسيوية والأسترالية في إندونيسيا. خط والاس يمتد بين الشمال والجنوب على طول حافة جرف سوندا بين كاليمانتان وسولاويسي، وعلى طول مضيق لومبوك العميق، بين لومبوك وبالي. تمتاز نباتات وحيوانات غرب الخط بكونها أكثر الآسيوية، وكلما انتقلنا شرق لومبوك صارت الأنواع أسترالية أكثر. في كتابه أرخبيل الملايو في 1869 وصف والاس العديد من الأنواع الفريدة في المنطقة. تسمى الآن منطقة الجزر الواقعة بين خط والاس وغينيا الجديدة بوالاسيا.
يمثل ارتفاع سكان إندونيسيا والنمو الصناعي السريع من القضايا البيئية الخطيرة، والتي غالباً ما تعطى أولوية أقل بسبب ارتفاع مستويات الفقر وضعف الحكم ونقص الموارد. القضايا تشمل إزالة الغابات على نطاق واسع (الكثير منها غير قانوني) وحرائق الغابات المتسببة بالضباب الدخاني الكثيف على أجزاء من غرب ماليزيا وإندونيسيا وسنغافورة والإفراط في استغلال الموارد البحرية والمشاكل البيئية المرتبطة بالتحضر السريع والتنمية الاقتصادية، بما في ذلك تلوث الهواء وازدحام المرور وتصريف النفايات والمياه والمخلفات السائلة والصرف الصحي. إزالة الغابات وتدمير أراضي الخث جعل إندونيسيا ثالث أكبر مصدر للغازات المسببة للاحتباس الحراري في العالم. تدمير المواطن يهدد بقاء الأنواع المحلية المتوطنة، بما في ذلك 140 نوعاً من الثدييات التي حددها الاتحاد العالمي للحفاظ على الطبيعة كمهددة بخطر الانقراض، و 15 نوعاً مهددة بحدة بالانقراض، بما في ذلك زرزور بالي وإنسان غاب سومطرة ووحيد قرن جاوة.
الفل (Jasminum sambac) هي الزهرة الوطنية لإندونيسيا مع أوركيدة الشهر السحلبية (Anggrek Bulan) (Phalaenopsis amabilis) وزهرة رافليسيا أرنولدية (Rafflesia arnoldii). وقد تم اختيار الأزهار الثلاثة في يوم البيئة العالمي في عام 1990. وفي مناسبة أخرى أضيفت أيضاً زهرة الجثة (Titan arum). كل واحدة من المقاطعات الاندونيسية لديها أيضاً الشارتين الأزهار الخاصة.

## الاقتصاد

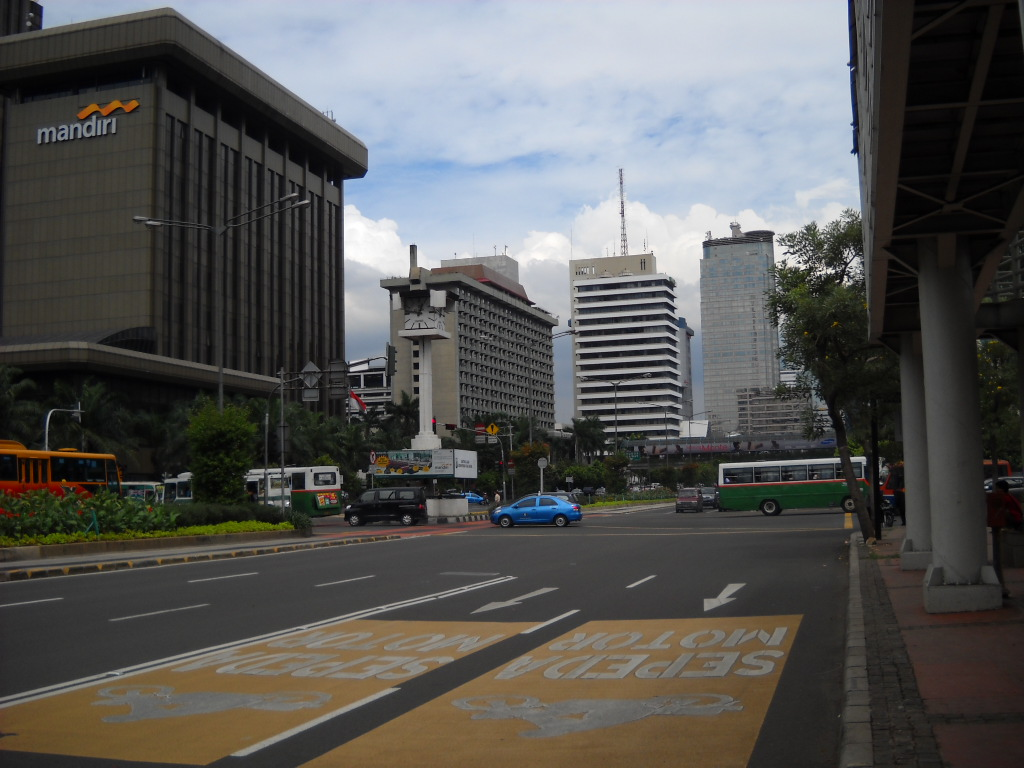
حي جالان تامرين التجاري في جاكرتا

لدى إندونيسيا اقتصاد مختلط فيه كل من القطاع الخاص والحكومة والتي تلعب دورًا كبيرًا. هي أكبر اقتصاد في جنوب شرق آسيا وعضو في مجموعة العشرين. يقدر الناتج المحلي الإجمالي ب 706,7 مليار$ عام 2010 مع تقديرات للناتج المحلي الإجمالي للفرد الواحد عند 3,015 $. يعد قطاع الصناعة أكبر قطاع في اقتصاد إندونيسيا ويشكل 46.4% من الناتج المحلي الإجمالي عام 2010، يليه قطاع الخدمات 37,1% والزراعة (16.5٪). ومع ذلك، منذ 2010، قام قطاع الخدمات بتوظيف عدد من الأشخاص أكبر من أي قطاع اقتصادي آخر وهو ما يمثل 48.9٪ من مجموع قوة العمل وبعدها يأتي قسم الزراعة (38.3٪) والصناعة (12.8٪). ومع ذلك يعتبر قسم الزراعة أكبر موظف في الاقتصاد الإندونيسي على مر القرون.
يقوم الاقتصاد الأندونيسي على أساس السوق. وتلعب الحكومة دوراً كبيراً في تسييره، حيث تمتلك الدولة أكثر من 164 مؤسسة وتضع تسعيرة للعديد من السلع الأساسية، بما في ذلك الوقود والأرز والكهرباء. وقد اتخذت الحكومة في أعقاب الأزمة المالية والاقتصادية التي حلّت بالبلاد في منتصف 1997 إجراءات كانت تهدف إلى حماية ورعاية جزء كبير من القطاع الخاص من خلال شراء أصول القروض المصرفية المتعثرة وأصول الشركات وإعادة هيكلة الديون.

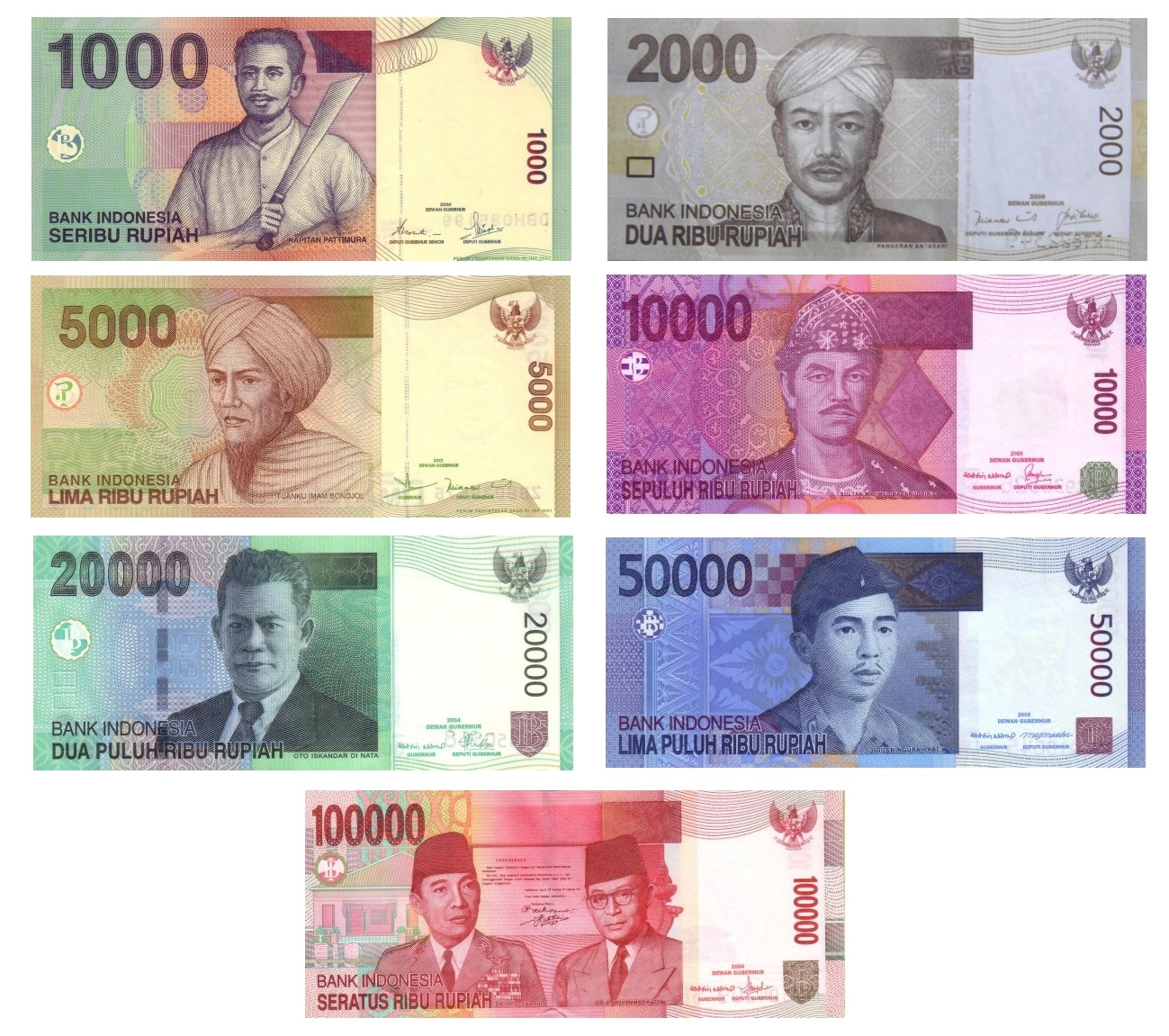
الأوراق النقدية الإندونيسية

وفقاً لبيانات منظمة التجارة العالمية، فإن إندونيسيا تحمل التسلسل السابع والعشرين كأكبر دولة مصدرة في العالم في عام 2010، متقدمة ثلاثة مراكز عن العام السابق. أسواق إندونيسيا التصدير الرئيسي في (2009) كانت كما يلي:
- اليابان (17.28٪)
- سنغافورة (11.29٪)
- الولايات المتحدة (10,81٪)
- الصين (7.62٪)

أما المصدرون الرئيسيون إلى إندونيسيا:
- سنغافورة (24.96٪)
- الصين (12.52٪)
- اليابان (8.92٪)

في عام 2005 حصلت إندونيسيا على فائض تجاري من عائدات التصدير إلى الولايات المتحدة 83,640 مليار دولار أمريكي بينما أنفقت على الواردات من الولايات المتحدة 62,020 مليار دولار أمريكي. تمتلك البلاد موارد طبيعية هائلة، بما في ذلك النفط الخام والغاز الطبيعي والقصدير والنحاس والذهب. واردات إندونيسيا الرئيسية وتشمل الآلات والمعدات والمواد الكيميائية والوقود والمواد الغذائية، أما صادراتها الرئيسية فتشمل النفط والغاز والأدوات الكهربائية والخشب الرقائقي والمطاط والمنسوجات.

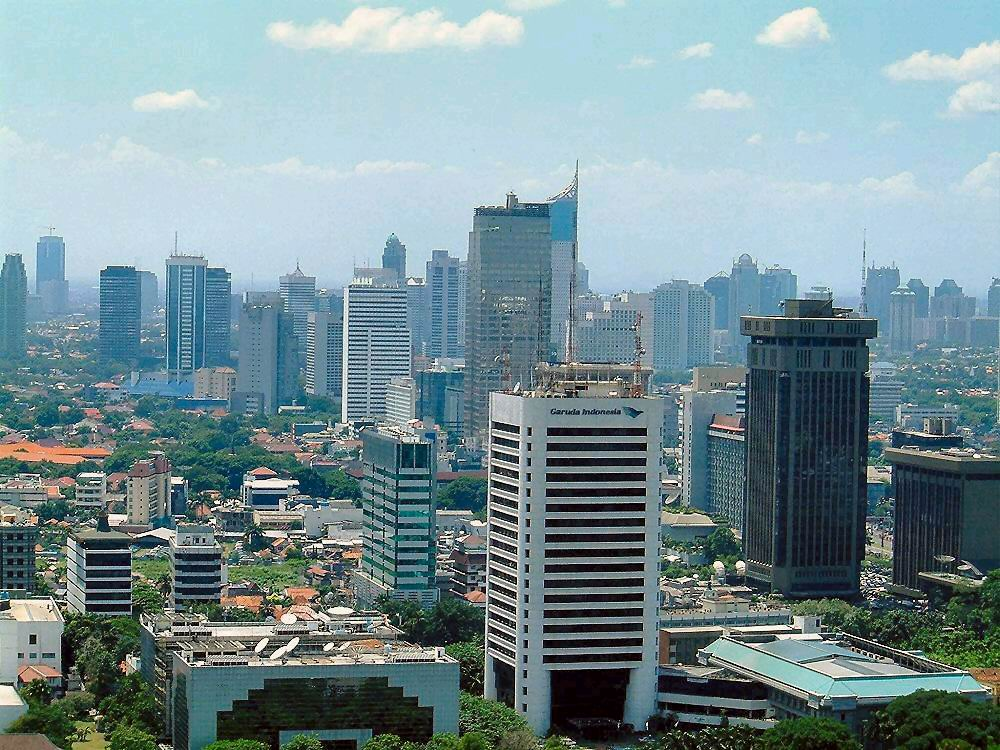
جاكرتا، عاصمة البلاد وأكبر مركز تجاري في إندونيسيا.

تدهور اقتصاد إندونيسيا بشكل كبير في ستينات القرن العشرين نتيجة لعدم الاستقرار السياسي والحكومة والشابة الفاقدة للخبرة، وتأميم الاقتصاد، مما أدى إلى الفقر المدقع والجوع. عندما سقط سوكارنو في منتصف الستينات، كان الاقتصاد في حالة من الفوضى ومعدل تضخمه السنوي 1000٪، وتقلصت عائدات التصدير وانهارت البنية التحتية وكانت المصانع تعمل في حد قدرتها الأدنى وكان الاستثمار ضئيلاً. بعد سقوط الرئيس سوكارنو، قامت إدارة النظام الجديد بتوجيه سياسات اقتصادية تقشفية أدت إلى انخفاض معدلات التضخم بسرعة واستقرت العملات وأعيد جدولة الديون الخارجية وجذبت المساعدات والاستثمارات الخارجية. كانت إندونيسيا وحتى وقت قريب العضو الوحيد في جنوب شرق آسيا في أوبك، وكان لأسعار النفط في فترة السبعينات الأثر في تقديم مكاسب كبيرة من عائدات التصدير التي ساهمت في متواصل ارتفاع معدلات النمو الاقتصادي بمعدل سنوي يزيد على 7٪ للفترة من 1968 حتى 1981. وبعد مزيد من الإصلاحات في أواخر الثمانيات، تدفقت الاستثمارات الأجنبية إلى إندونيسيا، لا سيما في قطاع الصناعات التحويلية المخصصة للتصدير التي شهدت نمواً سريعاً، وللفترة من عام 1989 حتى عام 1997 والاقتصاد الإندونيسي نما بمعدل يزيد على 7٪.
كانت إندونيسيا البلد الأكثر تضرراً من الأزمة المالية الآسيوية في 1997-1998. انخفضت الروبية مقابل الدولار الأمريكي من حوالي 2600 روبية إلى 14000 روبية، وانكمش الاقتصاد بنسبة 13.7٪. استقرت روبية في بمعدل 8000 إلى 10,000، وانتعش الاقتصاد بشكل بطيء ولكنه هام بعد ذلك. وكان لعدم الاستقرار السياسي والإصلاح الاقتصادي البطيء والفساد الأثر في تباطؤ الانتعاش. على سبيل المثال، فإن منظمة الشفافية الدولية قد صنفت إندونيسيا أقل من 100 في مؤشر الفساد. ومنذ عام 2007، تحسن القطاع المصرفي والاستهلاك المحلي، ونما الاقتصاد الوطني بنسبة 6٪ سنوياً وهذا ساعد البلاد خلال فترة الركود العالمي 2008-2009. في عام 2011، كان معدل التضخم في إندونيسيا 3,79%، وهو أقل بكثير من الهدف الذي حددته الحكومة بـ5،65%، وهو أدنى معدل للتضخم منذ عام 1998. سعت إندونيسيا إلى رفع الناتج المحلي الإجمالي بواسطة السوق المحلي والمساعدة على حمايته من الاضطرابات الاقتصادية العالمية التي ضربت جيرانها من خلال اقتصاد موجهة أكثر نحو التصدير والاستثمار الأجنبي المباشر والذي نما بنسبة 20% إلى مستوى قياسي بلغ 20 مليار دولار في عام 2011، وقد نما الناتج المحلي الإجمالي بنسبة 6.5% وهو أسرع وتيرة له منذ الأزمة المالية الآسيوية وأثبتت إندونيسيا نفسها باعتبارها واحدة من الاقتصادات الآسيوية الأسرع نمواً.
في عام 2010، كان ما قدر 13.3٪ من السكان بأنهم يعيشون تحت خط الفقر، وكان معدل البطالة 7.1٪.
بعد أن خسرت إندونيسيا معدل الاستثمار فيها في كانون الأول 1997 في بداية الأزمة المالية الآسيوية، أنفقت إندونيسيا أكثر من 450 تريليون روبية (50 مليار دولار) لإنقاذ المقرضين من البنوك، ولأول مرة في كانون الثاني 2011، رفعت معممل تقييم فيتش إندونيسيا لتصنيف BBB- من BB+ المستقرآن. وتوقع فيتش أيضا أن الاقتصاد سينمو ما لا يقل عن 6.0٪ في المتوسط خلال عام 2013 رغم ظروف المناخ الاقتصادي العالمي غير المواتية.

## الديموغرافيا

### السكان

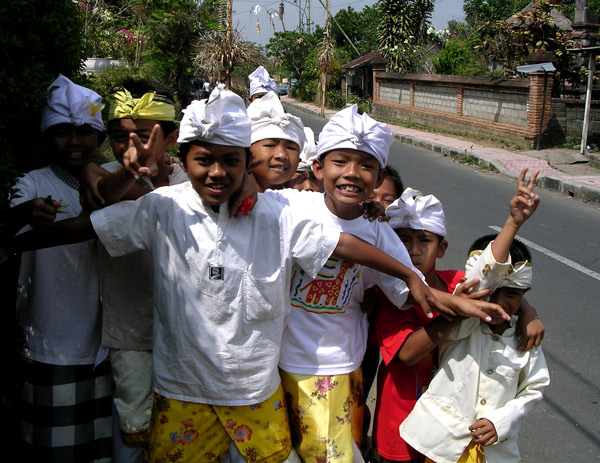
أطفال باليون، يمثلون إحدى أبزر الشعوب الأصلية في إندونيسيا والتي تجاوز عددها 300 شعباً.

يبلغ عدد سكان إندونيسيا وفقاً للتعداد الوطني لعام 2010 237,6 مليون نسمة، مع ارتفاع معدل النمو السكاني بنسبة 1.9٪. يعيش في جاوة 58٪ من السكان، وهي أكثر جزر العالم اكتظاظاً بالسكان. على الرغم من برنامج تنظيم الأسرة كانت فعالة إلى حد ما والتي تم العمل بها منذ ستينات القرن الماضي، ومن المتوقع أن ينمو عدد السكان إلى حوالي 265 مليون نسمة بحلول عام 2020، و306 مليون بحلول عام 2050.

### إثنيات إندونيسيا
يوجد هنالك نحو 300 إثنية في إندونيسيا، و 742 لغة ولهجة مختلفة. وينحدر معظم الإندونيسيين من الأصول الأسترونيزية الناطقة بلغات الشعوب التي يمكن أن تعزى إلى البروتو-أسترونيزية، والتي يعتقد أن أصلها من تايوان. ومن الإثنيات الأخرى هي الشعوب الميلانيزية الذين يقطنون شرق إندونيسيا. أكبر مجموعة عرقية هي الجاوية الذين يشكلون 42٪ من السكان، ويهيمنون على البلاد سياسياً وثقافياً. ومن التجمعات الأخرى غير الجاوية البارزة نجد السونديون والملايويون والمادوريون، إضافة لأعداد قليلة لكنها بارزة تتركز في المدن والمراكز الحضرية لسكان ترجع أصولهم لأصول صينية وهندية وأوربية وعربية. الحس الوطني الإندونيسي موجود جنباً إلى جنب مع الحس الإقليمي. إندونيسيا مجتمع متناغم إلى حد كبير، على الرغم من التوترات الاجتماعية الدينية والعرقية وإثارة أعمال العنف المروعة. الإندونيسيون الصينيون هم أقلية عرقية مؤثرة تضم 3-4٪ من عدد السكان. جزء كبير من عقد مملوكة للقطاع الخاص في البلاد التجارة والثروة هي الصينية والاندونيسية التي تسيطر عليها، الذي ساهم في استياء كبير، وحتى أعمال العنف المناهضة للصين.

### اللغات
توجد في إندونيسيا 721 لغة واللغة الوطنية الرسمية هي اللغة الإندونيسية، وهي إحدى لغات الملايو، وتدرس بشكل واسع في المدارس، وبالتالي يتحدث بها ما يقرب من كل الإندونيسيين فهي لغة الأعمال والسياسة ووسائل الإعلام الوطنية والتعليم والأوساط الأكاديمية. في لهجة من الملايو ذات مكانة، وكانت لغة سلطنة جوهور ورياو والتي لعدة قرون كانت لغة مشتركة للأرخبيل، وكانت لغة التواصل الرسمية مع سنغافورة وماليزيا وبروناي. وقد تمت ترقيتها من قبل القوميين الإندونيسيين في عشرينات القرن الماضي وأعلن أنها اللغة الرسمية تحت اسم (باهاسا أندونيسيا - Bahasa Indonesia) في يوم إعلان الاستقلال في عام 1945. معظم الإندونيسيين يتكلم على الأقل عدة لغات من مئات اللغات واللهجات المحلية، وقد تكون اللغة الإندونيسية الرسمية في كثير من الأحيان هي لغتهم الأم. الجاوية هي الأكثر انتشاراً كلغة أكبر جماعة عرقية. ومن ناحية أخرى، يوجد في بابوا أكثر من 270 لغة للسكان الأصليين وتتنوع هذه اللغات إلى أصول بابوية وأسترونيزية، ويعيش في هذه المنطقة من نحو 2.7 مليون شخص.
ومن اللغات المتداولة الأخرى اللغة العربية واللغة الإنجليزية واللغة الهولندية.

### الدين
الأديان في إندونيسيا (2010)

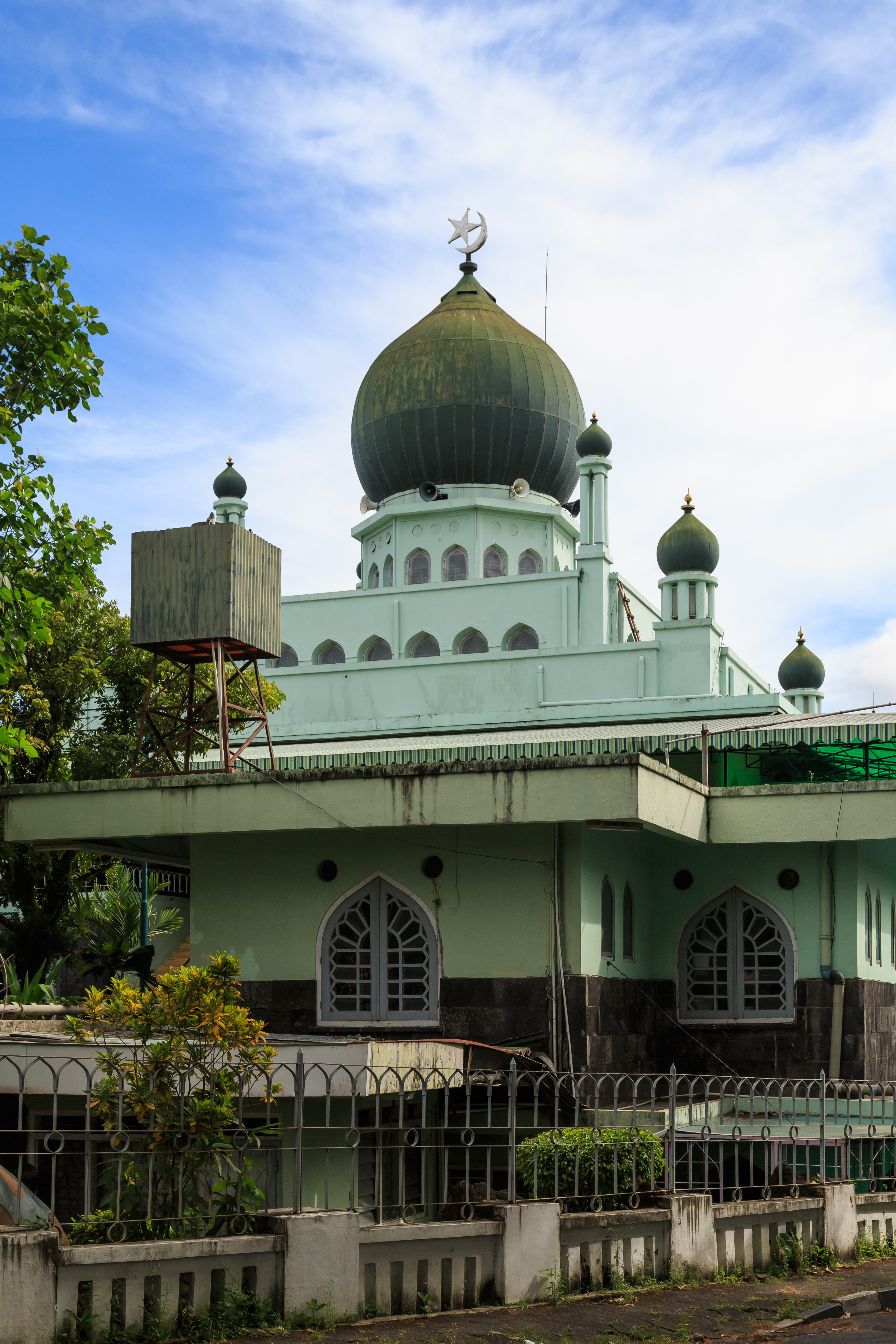
مسجد في يوجياكرتا

إندونيسيا دولة علمانية حيث لا يوجد دين رسمي للدولة وتفصل الدين عن الدولة تمامًا، هي الدولة الأكبر في العالم من حيث عدد السكان المسلمين، 88.1٪ من الإندونيسيين هم مسلمون وفقاً لتعداد عام 2000. وفي 21 أيار 2011 أنشئ مجلس بين السنة والشيعة الاندونيسية (MUHSIN). يهدف المجلس إلى عقد اللقاءات والحوارات والأنشطة الاجتماعية، وكان رداً على العنف المرتكب باسم الدين. غالبية المسلمين في إندونيسيا هم من السنة، ونسبة 9٪ من السكان هم مسيحيون و 3٪ هندوس، و 2٪ بوذيون أو أقليات أخرى. معظم الهندوس الإندونيسيون هي باليون، ومعظم البوذيين الحاليين في إندونيسيا هم من العرقية الصينية. وعلى الرغم من الأقليات الدينية الهندوسية والبوذية فإن تأثيرها ما زال ظاهراً في الثقافة الإندونيسية. دخل الإسلام لأول مرة في إندونيسيا في شمال سومطرة في القرن الثالث عشر الميلادي، من خلال تأثير التجار، وأصبح الدين السائد في البلاد في القرن السادس عشر. ووصلت الكاثوليكية الرومانية إلى إندونيسيا من قبل المستعمرين والمبشرين البرتغاليين الأوائل، وانتشرت البروتستانتية إلى حد كبير نتيجة الجهود كالفينية واللوثرية التبشيرية الهولندية خلال فترة استعمار البلاد. وهناك نسبة كبيرة من الإندونيسيين يدينون بديانات أخرى مثل الأباغان الجاوية والهندوس الباليون، والمسيحيين الداياك والقليل من أرثودكس، إضافة إلى مذهب التوفيق بين الأديان، والذي يعتمد على مشاركة وتوافق العادات والتقاليد والمعتقدات.
علي الرغم من أن الدستور الإندونيسي يقر الحرية الدينية  فإن الحكومة تعترف رسمياً بستة أديان فقط هي:
1. الإسلام
2. البروتستانتية
3. الكاثوليكية
4. الهندوسية
5. البوذية
6. الكونفوشيوسية[163]

### الأعياد والعطلات الرسمية
1. يوم الإسراء والمعراج (يوم واحد).
2. أول يوم من شهر رمضان (يوم واحد).
3. عيد الفطر (يومان أو بعضهم يوم).
4. عيد الأضحى (الحج) (يومان أو بعضهم يوم).
5. رأس السنة الهجرية (يوم واحد).
6. يوم عيد الاستقلال 17 أغسطس (يوم واحد).
7. عيد المولد.

## الثقافة
لدى إندونيسيا حول 300 مجموعة عرقية، كلٍ بالاختلافات الثقافية طَوَّرَت أكثر من قرون، وتأثرت بالمصادر الأوروبية والملايوية والصينية والعربية والهندية.
زادت حرية وسائل الإعلام في إندونيسيا كثيرًا بعد نهاية حكم الرئيس سوهارتو، ولكنها توقفت حاليًا وتقوم وزارة المعلومات برصد ومراقبة وسائل الإعلام المحلية، ووسائل الاعلام الأجنبية بشكل مقيد. يتضمن سوق التلفزيون عشرة من الشبكات التجارية الوطنية والشبكات المحلية التي تنافس مع TVRI العامة. محطات الإذاعة الخاصة تقدم نشراتها الإخبارية الخاصة والأجنبية ببرامج عرض للمذيعين. ل 25 مليون مستخدم في عام 2008، ويقدر أن استخدام الإنترنت بلغ 12.5٪ في سبتمبر 2009.

ويتم بيع أكثر من 30 مليون من الهواتف النقالة في اندونيسيا كل عام، و 27 في المئة منهم علامات تجارية محلية. 

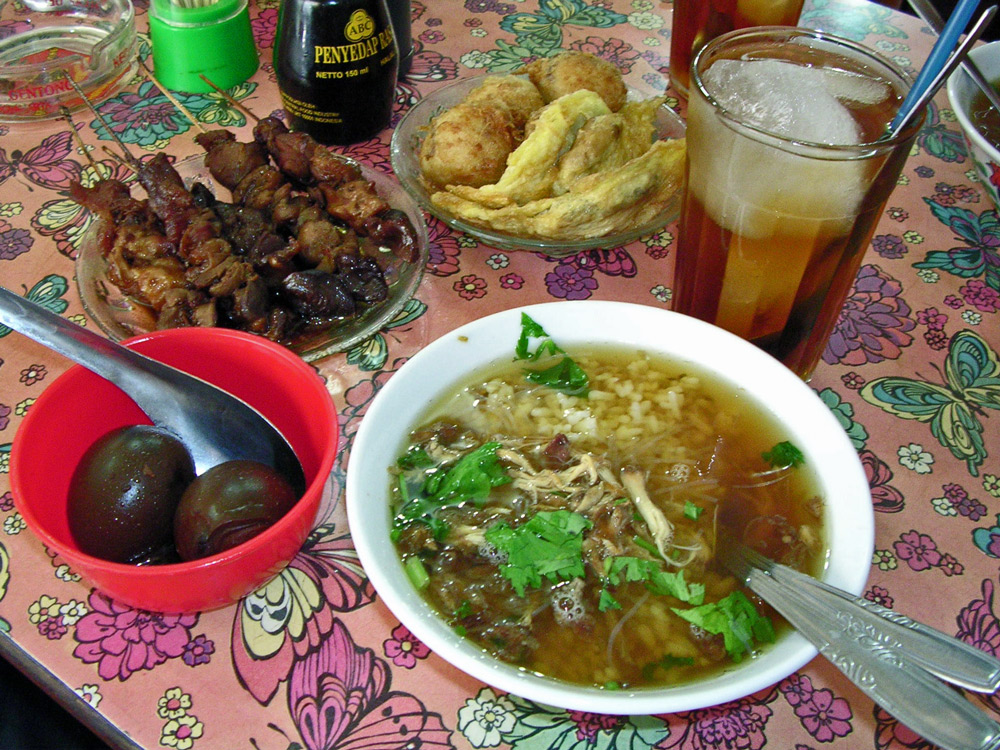
الغذاء الإندونيسي ويظهر في الصورة شوربة دجاج وكباب أسماك صدفية وفطيرة

### المطبخ
يتفاوت المطبخ الإندونيسي بالمنطقة ومستندة على السوابق الهندية والشرق الأوسطية والأوربية والصينية. ومن المكونات الأساسية للإندونيسيين:
- الحساء.

### الرياضة
- نادي بيرسيبورا جايابورا
- نادي سريويجايا

## الأحزاب والانتخابات
امتلكت إندونيسيا نظام متعدد الأحزاب منذ عام 1999. ولم ينجح أي حزب سياسي في الفوز بأغلبية المقاعد في جميع الانتخابات التشريعية منذ سقوط النظام الجديد. يعد حزب النضال الديمقراطي الإندونيسي (بّي دي آي-بّي)، الذي حصل على أكبر عدد من الأصوات في انتخابات 2019، حزب الرئيس الحالي، جوكو ويدودو. وتشمل الأحزاب البارزة الأخرى حزب مجموعات العمل (غولكار)، وحزب حركة إندونيسيا العظيمة (غيريندرا)، والحزب الديمقراطي، وحزب العدالة والرفاهية (بّي كيه إس).
عقدت أول انتخابات عامة في عام 1955 لانتخاب أعضاء مجلس نواب الشعب والجمعية الدستورية. أسفرت الانتخابات الأخيرة في عام 2019 عن تسعة أحزاب سياسية في مجلس تمثيل الشعب، وعتبة برلمانية تساوي 4% من الأصوات الوطنية. على المستوى الوطني، لم ينتخب الإندونيسيون رئيسًا حتى عام 2004. ومنذ ذلك الحين، انتخب الرئيس لمدة خمس سنوات، كما هو الحال بالنسبة للأعضاء الحزبيين في مجلس تمثيل الشعب وأعضاء مجلس التمثيل الإقليمي غير الحزبيين. وأجريت انتخابات المحافظين ورؤساء البلديات في نفس التاريخ بدءًا من الانتخابات المحلية لعام 2015. في عام 2014، قضت المحكمة الدستورية بإجراء انتخابات تشريعية ورئاسية في وقت واحد، بدءًا من عام 2019.

## المواصلات
تشكل نظام النقل في إندونيسيا بمرور الوقت متأثرًا بقاعدة الموارد الاقتصادية للأرخبيل، وتركز توزع السكان البالغ عددهم 250 مليون نسمة بشكل كبير في جاوة. تلعب جميع وسائط النقل دورًا في نظام النقل في البلاد وهي متكاملة عمومًا وليست متنافسة. في عام 2016، أنتج قطاع النقل نحو 5.2% من الناتج المحلي الإجمالي.
يسود نظام النقل الطرقي منذ عام 2018، بطول إجمالي يبلغ 542,310 كيلومتر (336,980 ميل). وتمتلك جاكرتا نظام النقل السريع للحافلات الأكثر امتدادًا في العالم، بطول يبلغ 251.2 كيلومترًا (156.1 ميل) موزع في 13 ممرًا وعشرة ممرات عابرة للطرق. وتعتبر عربات الريكاشا مثل باجاج وبيكاك وسيارات الأجرة المشتركة مثل أنغكوت وميتروميني مشهدًا معتادًا في البلاد.
توجد معظم خطوط السكك الحديدية في جاوة، وتستخدم للشحن ونقل الركاب، مثل خدمات السكك الحديدية المحلية للركاب (بشكل رئيسي في جاكرتا ويوغياكارتا-سولو) التي تكمل شبكة السكك الحديدية بين المدن في العديد من المدن. في أواخر عقد 2010، كانت جاكرتا وفاليمباغ أولى المدن الأندونيسية التي تمتلك أنظمة نقل سريعة، مع التخطيط لمزيد من المدن الأخرى في المستقبل. أعلنت الحكومة في عام 2015 عن خطة لبناء سكة حديدية فائقة السرعة، ستكون الأولى في جنوب شرق آسيا.
يعتبر مطار إندونيسيا الأكبر، مطار سوكارنو-هاتا الدولي، من أكثر المطارات ازدحامًا في نصف الكرة الأرضية الجنوبي، إذ خدم 54 مليون مسافر في عام 2019. ويعد مطار نغوراه راي الدولي ومطار جواندا الدولي ثاني وثالث أكثر المطارات ازدحامًا في البلاد، على التوالي. في حين تعد غارودا إندونيسيا الناقل الوطني للبلاد منذ عام 1949، وإحدى شركات الطيران الرائدة في العالم وعضو في تحالف الطيران العالمي سكاي تيم. ويعتبر ميناء تانجونغ بريوك (مرفأ جاكرتا) أكثر الموانئ الإندونيسية ازدحامًا وتطورًا، إذ يتعامل مع أكثر من 50% من حركة شحن البضائع العابرة في إندونيسيا.

## الطاقة

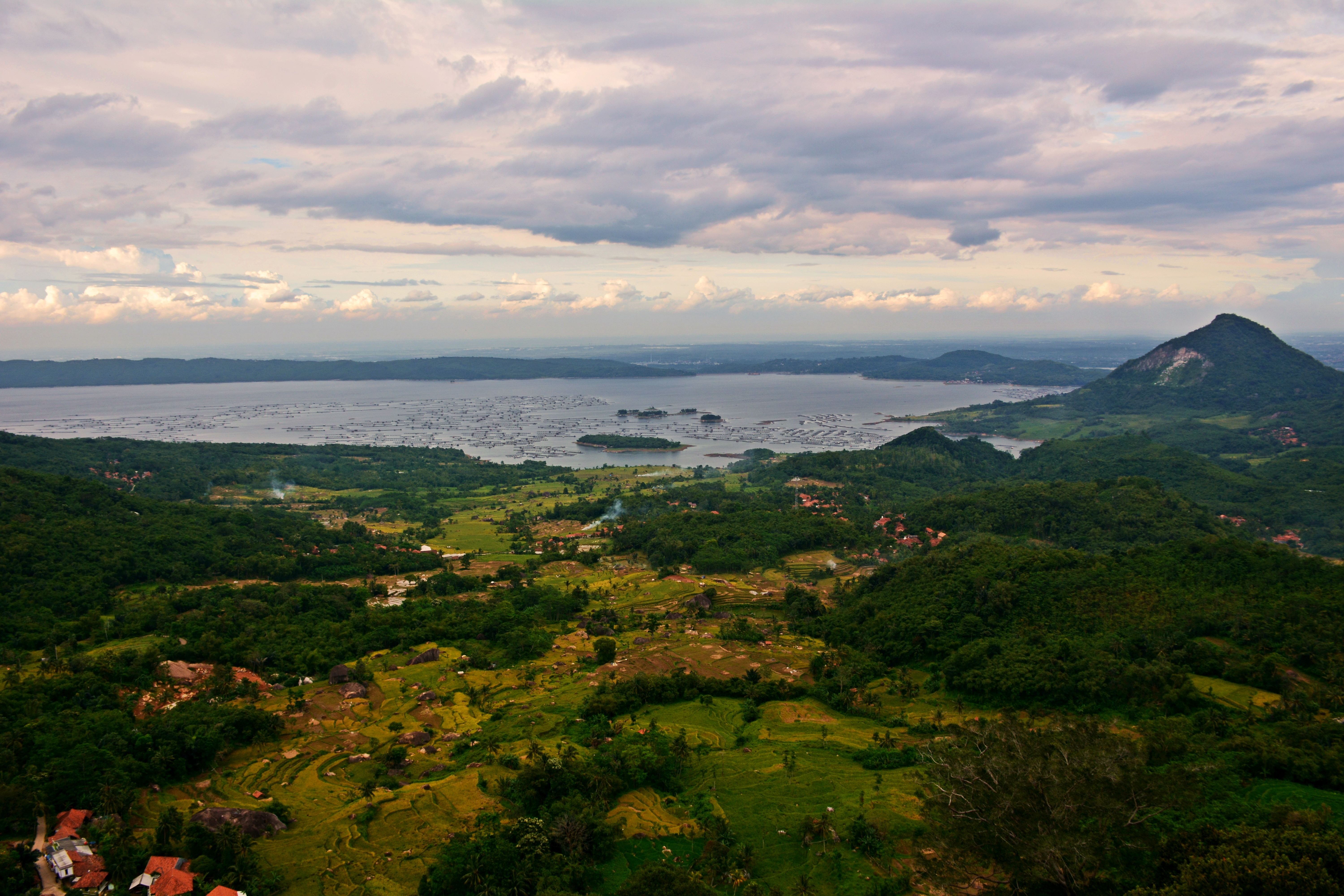
سد جاتيلهور، أول وأكبر سد في إندونيسيا.

كانت إندونيسيا في عام 2017 تاسع أكبر منتج للطاقة في العالم بإنتاج بلغ 4,200 تيراواط/ساعة (14.2 كوادريليون وحدة حرارية بريطانية)، وفي المرتبة الخامسة عشر من ناحية استهلاك الطاقة، باستهلاك بلغ 2100 تيراواط/ساعة (7.1 كوادريليون وحدة حرارية بريطانية). تمتلك البلاد موارد طاقة كبيرة، تشمل 22 مليار برميل (3.5 مليار متر مكعب) من احتياطيات النفط والغاز التقليديين (4 مليارات برميل منها تقريبًا قابلة للاستخراج)، و 8 مليارات برميل من موارد النفط المكافئ لميثان طبقة الفحم (سي بي إم)، و 28 مليار طن من الفحم القابل للاستخراج. رغم زيادة الاعتماد على الفحم المحلي والنفط المستورد، شهدت إندونيسيا تقدمًا في مجال الطاقة المتجددة، لكون الطاقة الكهرومائية هي المصدر الأكثر وفرة. بالإضافة إلى ذلك، تتمتع البلاد بإمكانيات الطاقة الحرارية الأرضية، والطاقة الشمسية، وطاقة الرياح، والكتلة الحيوية وطاقة المحيطات. اعتبارًا من عام 2019، بلغ إجمالي قدرة توليد الطاقة الوطنية المركبة في إندونيسيا 69,678.85 ميغاوات.
يحقق سد جاتيلهور، أكبر سد في البلاد، أغراض عديدة تشمل توفير توليد الطاقة الكهرومائية، وإمدادات المياه، والتحكم في الفيضانات، والري وتربية الأحياء المائية. يبلغ ارتفاع السد التخزيني الترابي 105 متر (344 قدمًا) ويحجز خزانًا مائيًا يبلغ حجمه 3.0 مليار متر مكعب (2.4 مليون فدان قدم). يساعد في إمداد جاكرتا بالمياه وري 240,000 هكتار (590,000 فدان) من حقول الأرز ويولد قدرة مركبة تبلغ 186.5 ميغاوات تغذي شبكة جاوا التي تديرها شركة الكهرباء الحكومية (بّي إل إن).
دشنت إندونيسيا في نوفمبر 2023 محطة طاقة شمسية عائمة بقدرة 192 ميغاواط، على خزان في إقليم جاوة الغربية، وذلك في إطار حملة لزيادة مصادر الطاقة المتجددة والتحول لبدائل الفحم.

## العلوم والتكنولوجيا

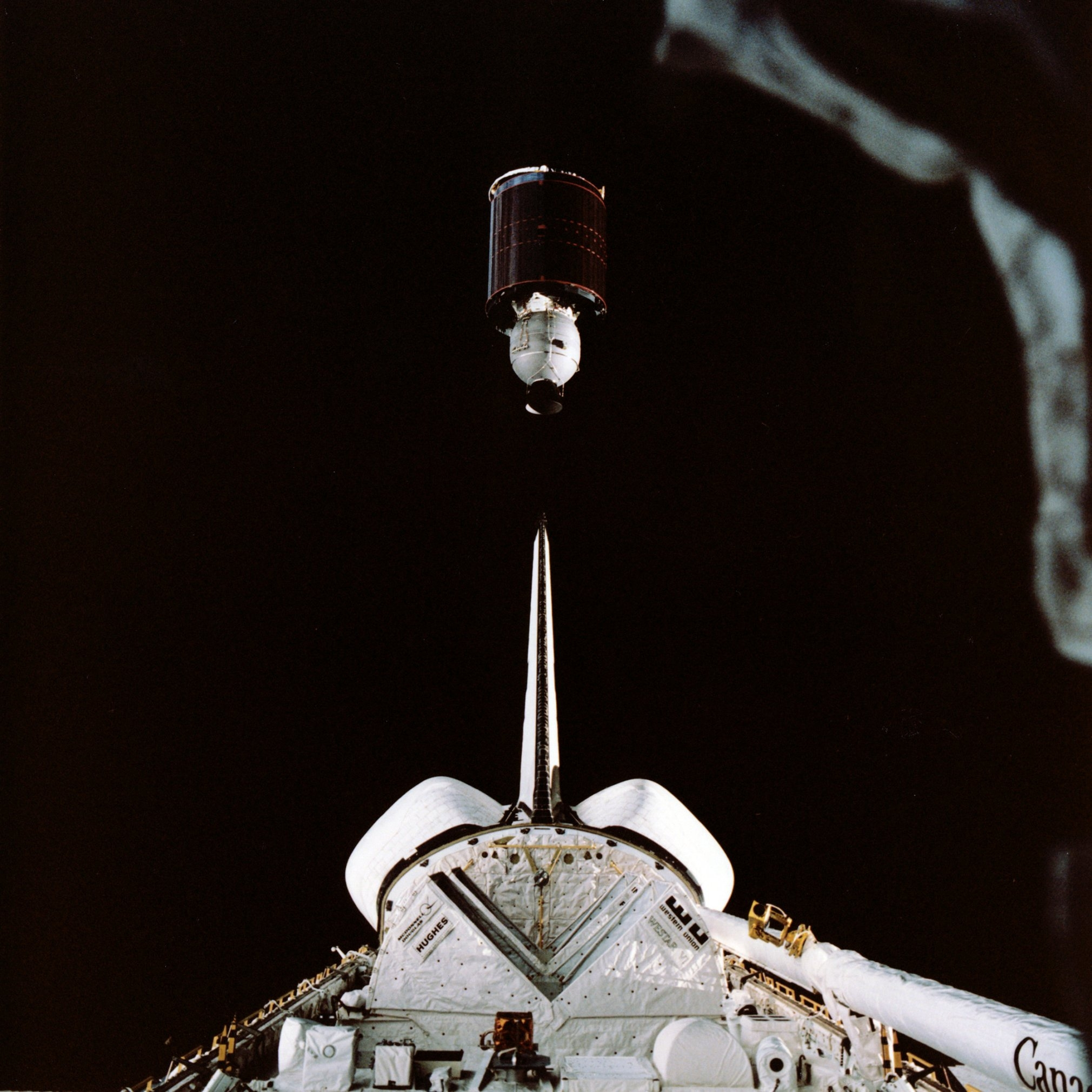
إطلاق القمر الصناعي بالابا في عام 1984

يعد الإنفاق الحكومي على البحث والتطوير منخفض نسبيًا (بلغ 0.3% من الناتج المحلي الإجمالي في عام 2019). تشمل الأمثلة التاريخية للتطورات العلمية والتكنولوجية أسلوب المصاطب لزراعة الأرز، الشائع في جنوب شرق آسيا، وقوارب البينيسي لشعبي بوقس وماكاسار. في ثمانينات القرن الماضي، اخترع المهندس الإندونيسي تجوكوردا راكا سوكاواتي تقنية بناء الطرق المسماة سوسروباهو التي تسمح ببناء مساحات طويلة من الجسور فوق الطرق الرئيسية القائمة مع أدنى حد من تعطيل حركة المرور. واستخدمت لاحقًا على نطاق واسع في العديد من البلدان. تعد البلاد أيضًا منتجًا فعالًا لقطارات الركاب وعربات الشحن بفضل شركتها المملوكة للدولة، صناعة السكك الحديدية الإندونيسية (آي إن كيه إيه)، وصدرت القطارات إلى الخارج.
تتمتع إندونيسيا بتاريخ طويل في تطوير الطائرات العسكرية وطائرات الركاب الصغيرة لكونها الدولة الوحيدة في جنوب شرق آسيا التي تصنع الطائرات وتنتجها. قدمت إندونيسيا عن طريق شركتها المملوكة للدولة، شركة الطيران الإندونيسية (بّي تي. دينغانتارا إندونيسيا) مكونات لشركتي بوينغ وإيرباص. وتعاونت الشركة أيضًا مع إيادس كاسا الإسبانية لتطوير سي إن-235 التي استخدمتها العديد من البلدان. لعب الرئيس السابق ب. ي. حبيبي دورًا حيويًا في هذا الإنجاز. انضمت إندونيسيا أيضًا إلى برنامج كوريا الجنوبية لتصنيع مقاتلة الجيل الخامس النفاثة كيه إيه آي كيه أف-أكس.
تملك إندونيسيا برنامج ووكالة فضاء، المعهد الوطني لعلوم الطيران والفضاء (إل إيه بّي إيه إن). في السبعينات، أصبحت إندونيسيا أول دولة نامية تشغل نظامًا للأقمار الصناعية يسمى بالابا، وهو سلسلة من أقمار الاتصالات تملكها إندوسات أوريدو. أطلق أول قمر صناعي، بالابا إيه1، في 8 يوليو 1976 من مركز كينيدي للفضاء في فلوريدا، الولايات المتحدة. ومنذ عام 2019، أطلقت إندونيسيا 18 قمرًا صناعيًا لأغراض مختلفة، وأعرب المعهد الوطني لعلوم الطيران والفضاء عن رغبته في وضع الأقمار الصناعية في المدار بمركبات إطلاق محلية بحلول عام 2040.
حلّت إندونيسيا في المرتبة 87 فقط (من بين 132 اقتصاد) في تقرير مؤشر الابتكار العالمي لعام 2021، وتقدّمت إلى المرتبة 61 في تقرير مؤشر الابتكار عام 2023، ثم قفزت عدّة مراكز خلال عام 2024 لتصبح في المركز 54.

## معرض الصور

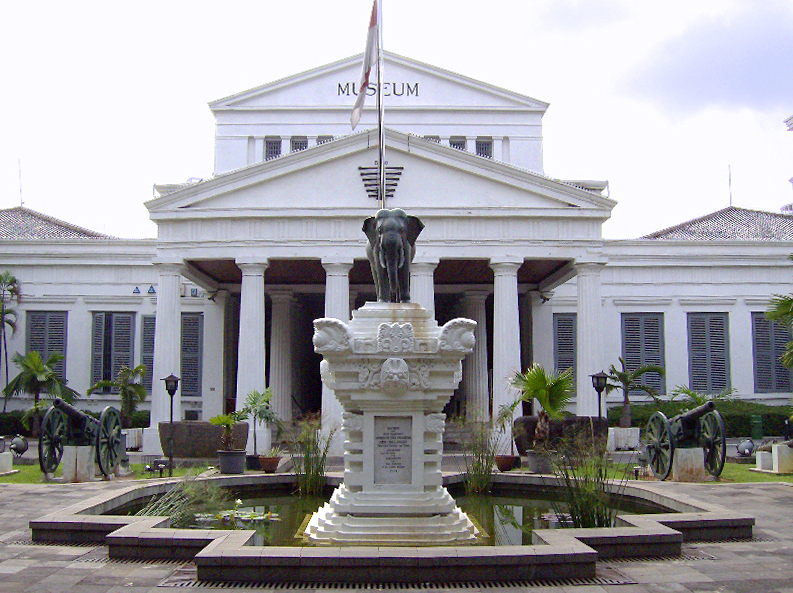
المتحف الوطني الإندونيسي في وسط جاكرتا
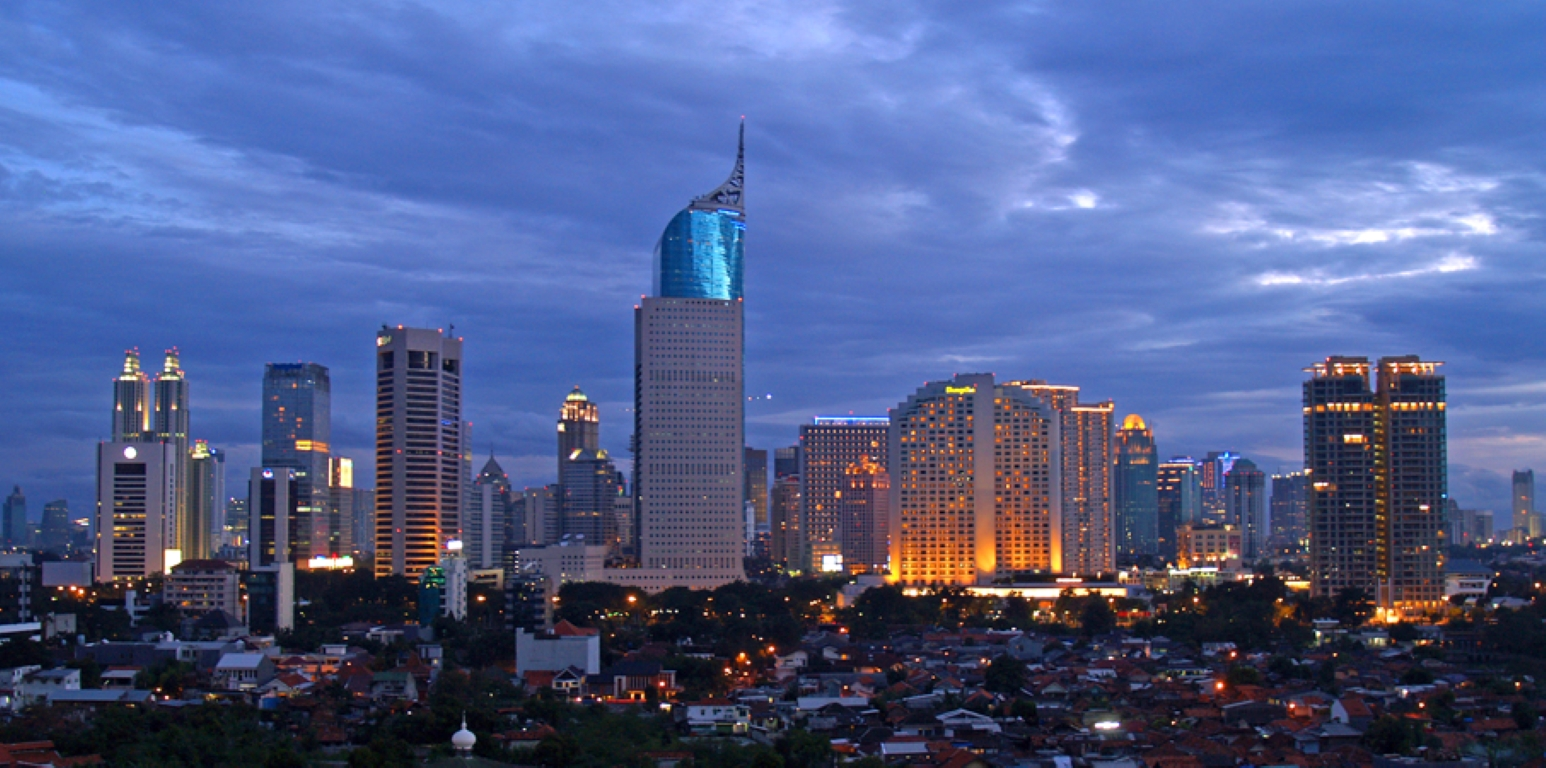
ويسما 46، أطول ناطحة سحاب مخصصة للمكاتب في إندونيسيا، تقع وسط جاكرتا.
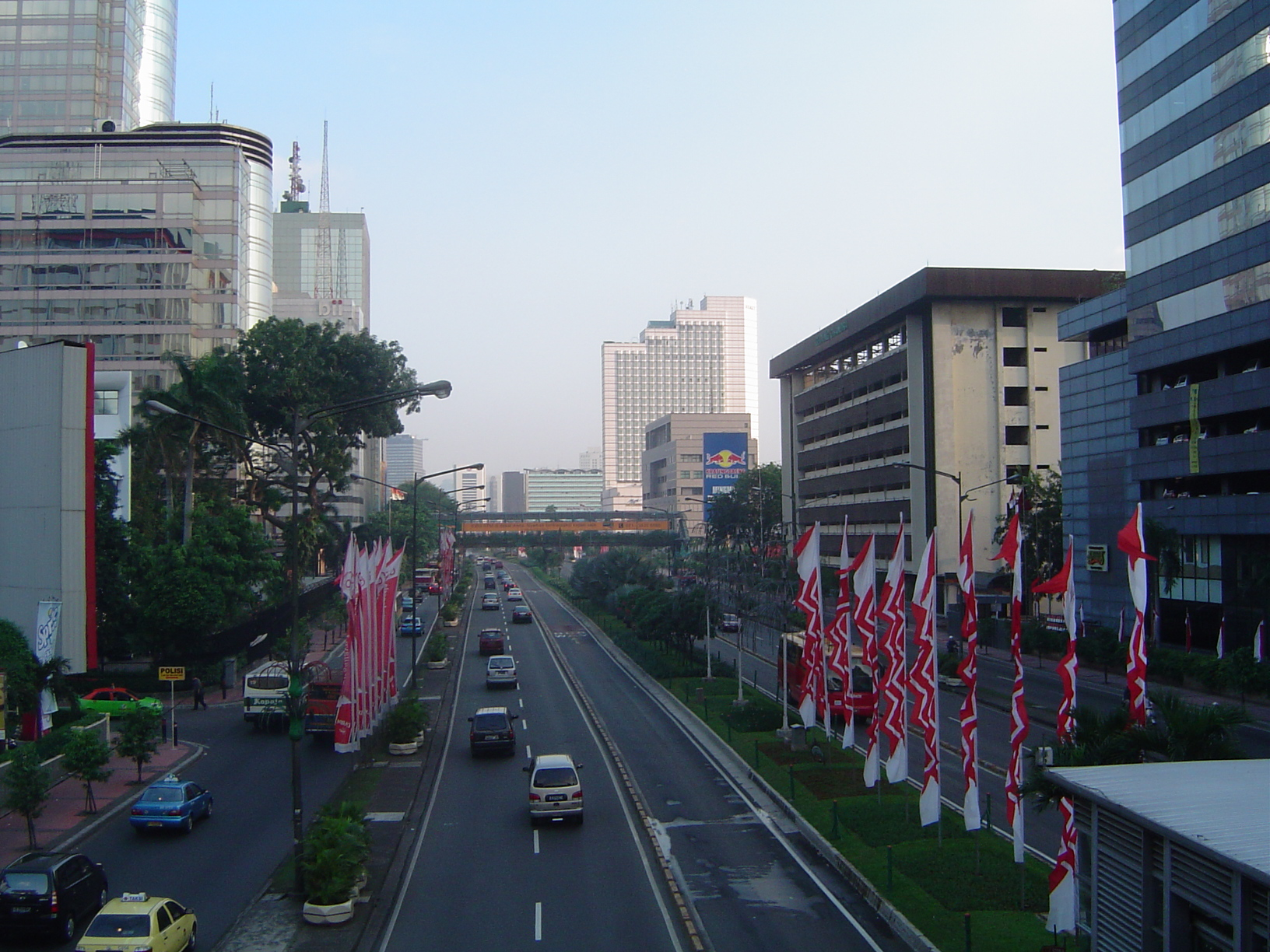
جالان تامرين، شارع رئيسي وسط جاكرتا.
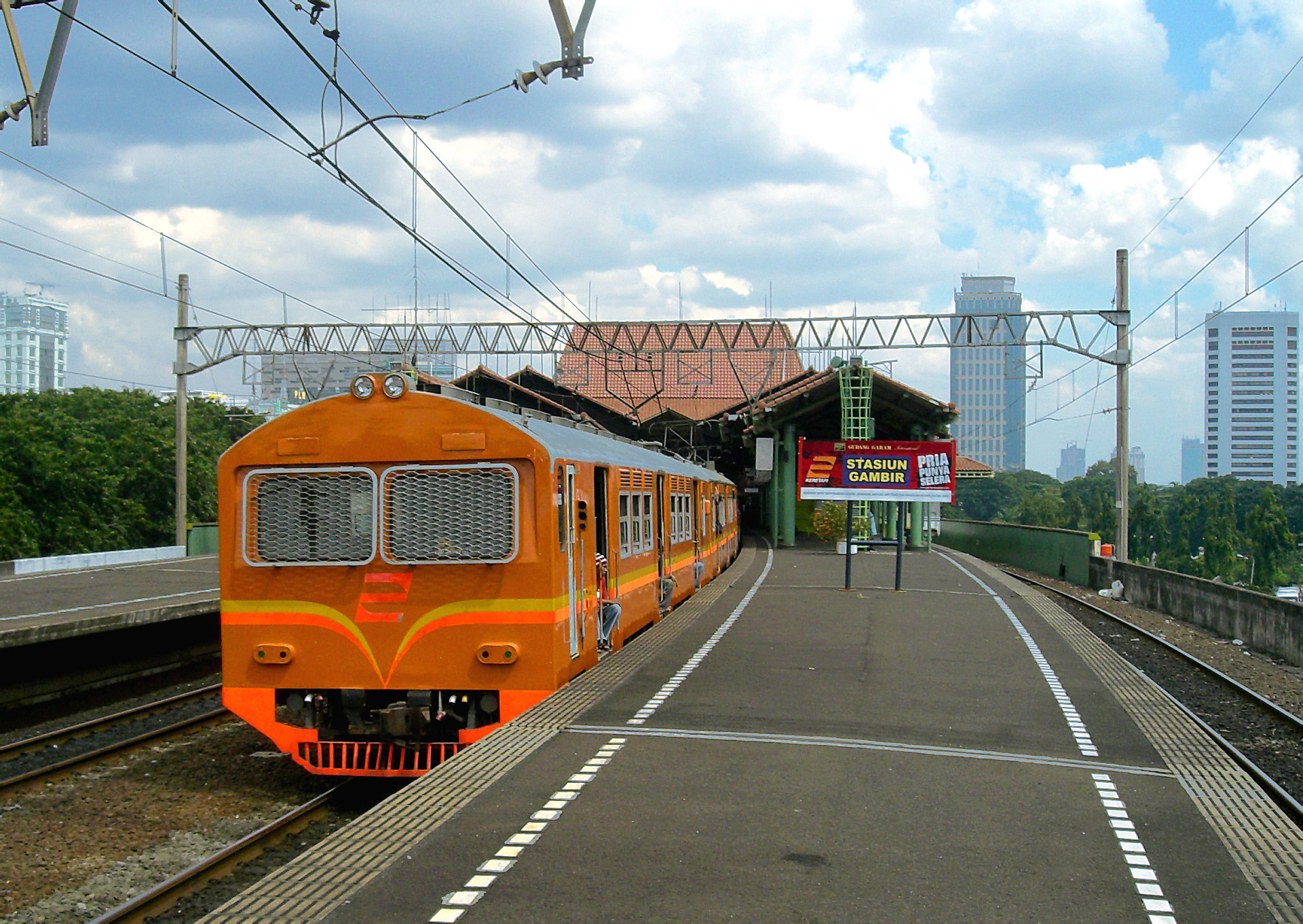
قطار في محطة جامبر في وسط جاكرتا.
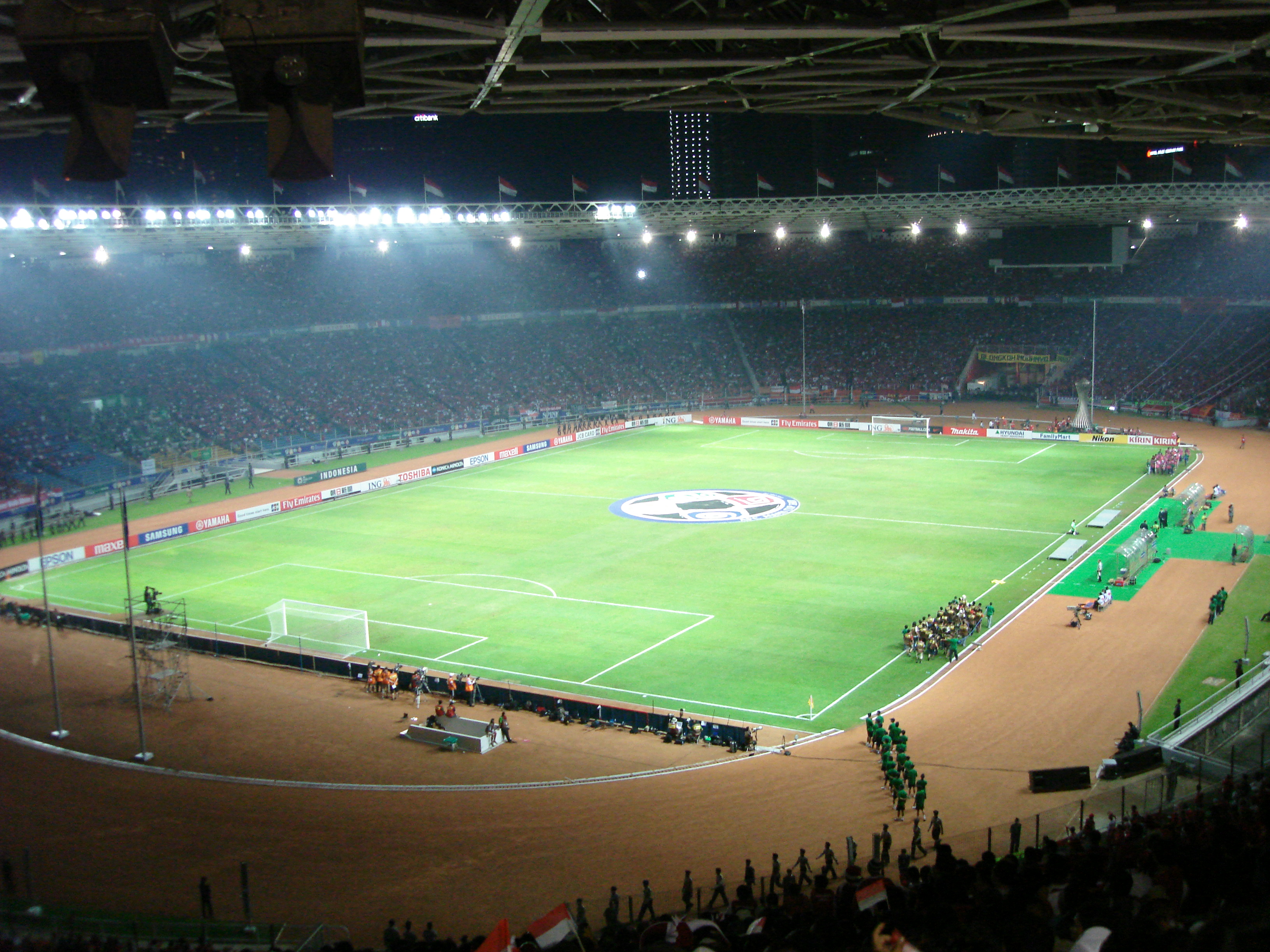
ملعب بونغ كارنو الذي يتسع لأكثر من 100,000 مشجع.
مقاطعات إندونيسيا
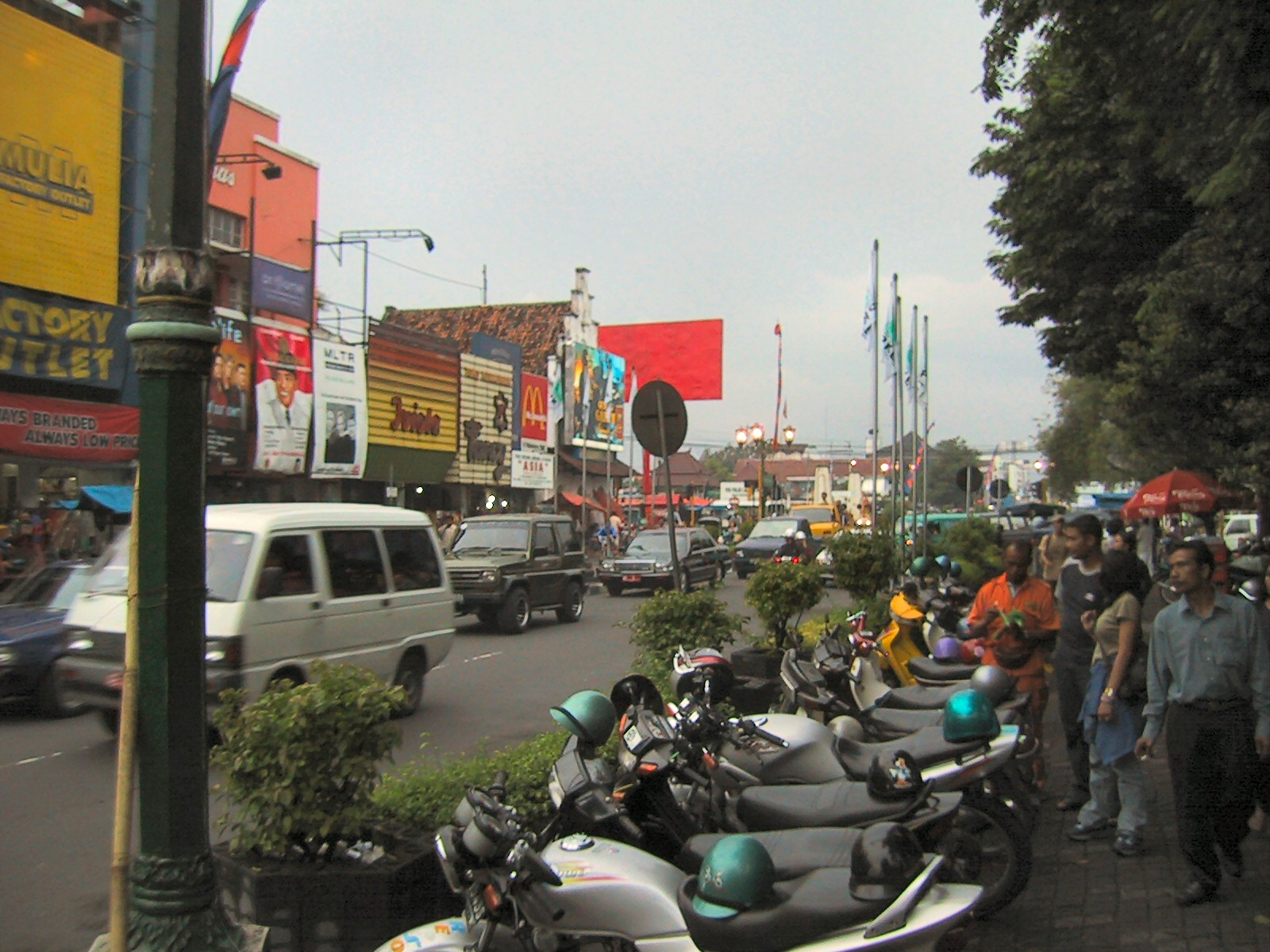
شارع ماليوبورو، أشهر شوارع مدينة يوجياكارتا.
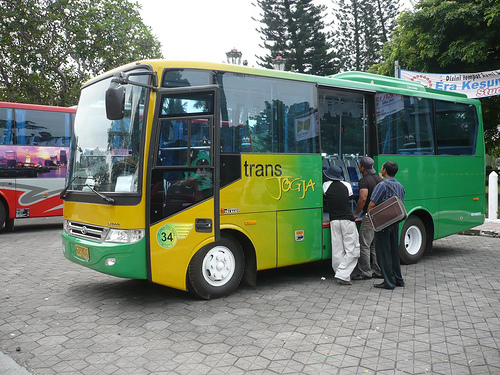
نظام القطارات السريعة في مدينة يوجياكارتا.
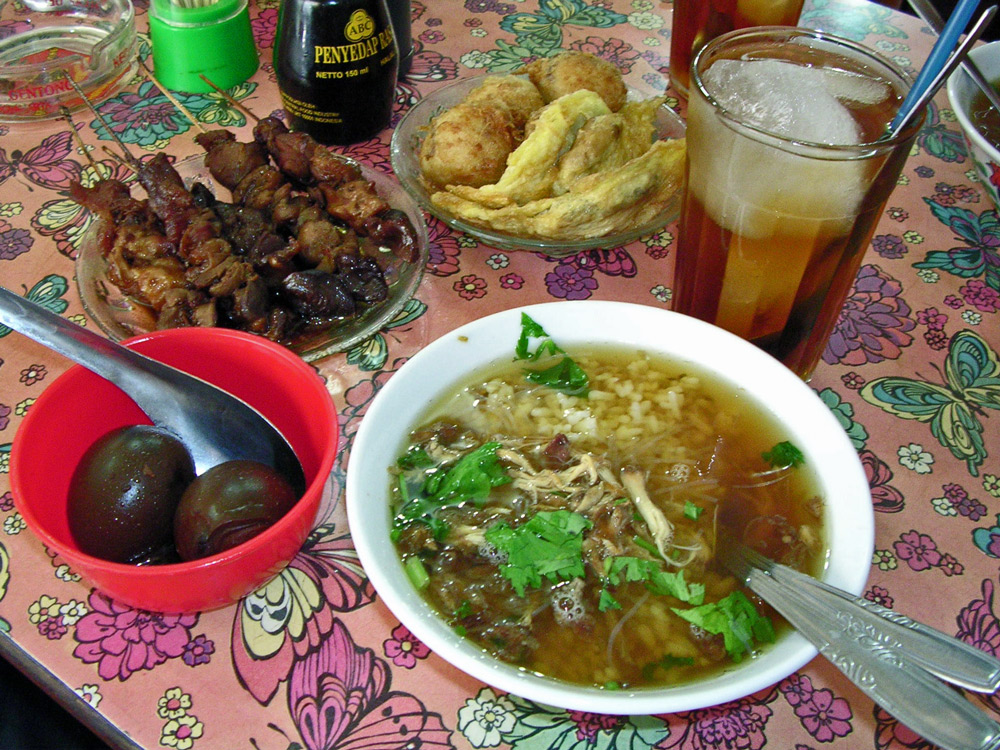
نماذج مختارة من المطبخ الإندونيسي، تشمل ساتو أيام (شوربة الدجاج) والساتاي أو الساتي كارانغ (سمك مشوي)، وتيلور بيدانغ (بيض)، وفطيرة بيركديل، وإس تيه مانيس (شاي محلى مثلج)
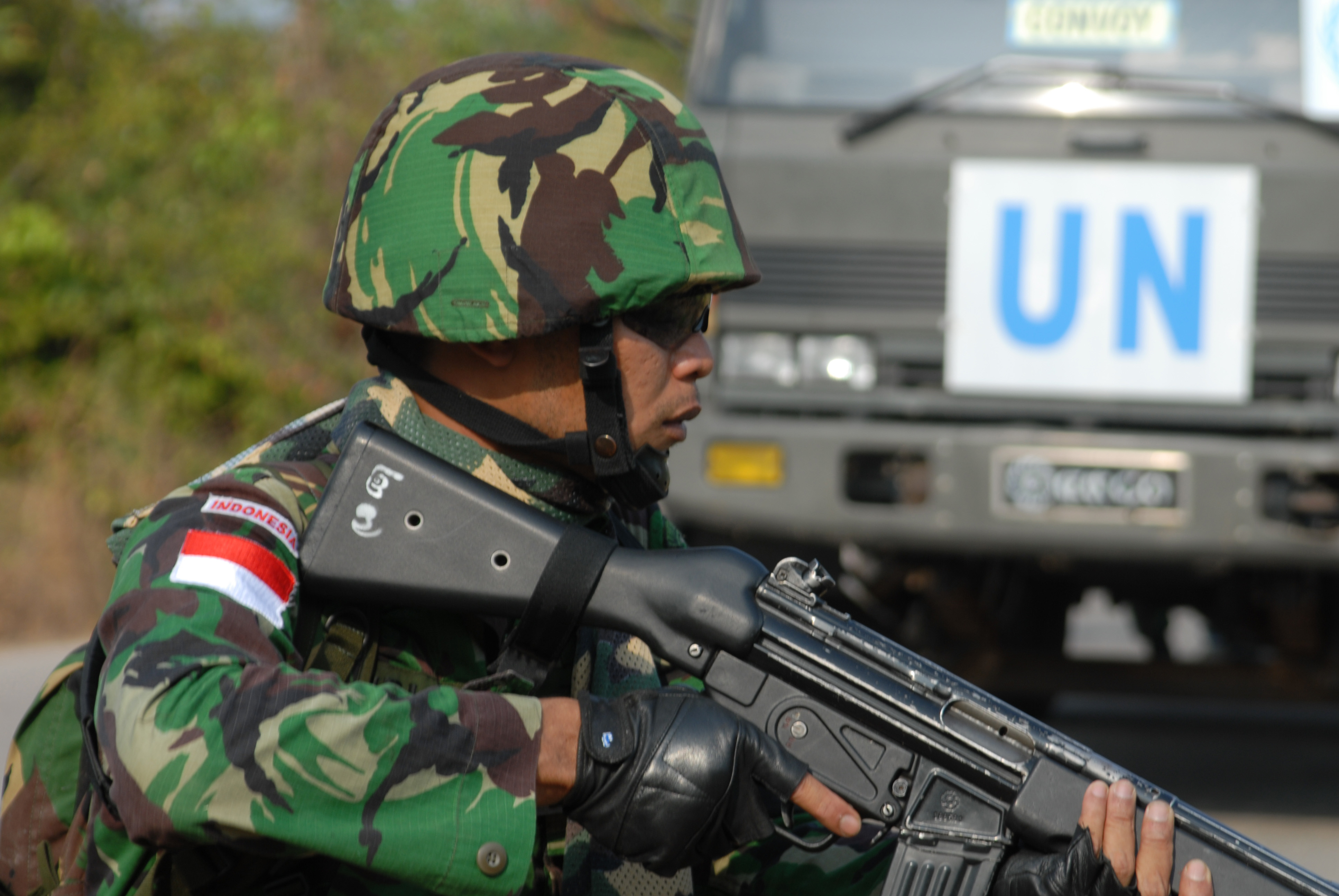
جندي مشاة إندونيسي يشارك في قوات حفظ السلام التابعة للأمم المتحدة
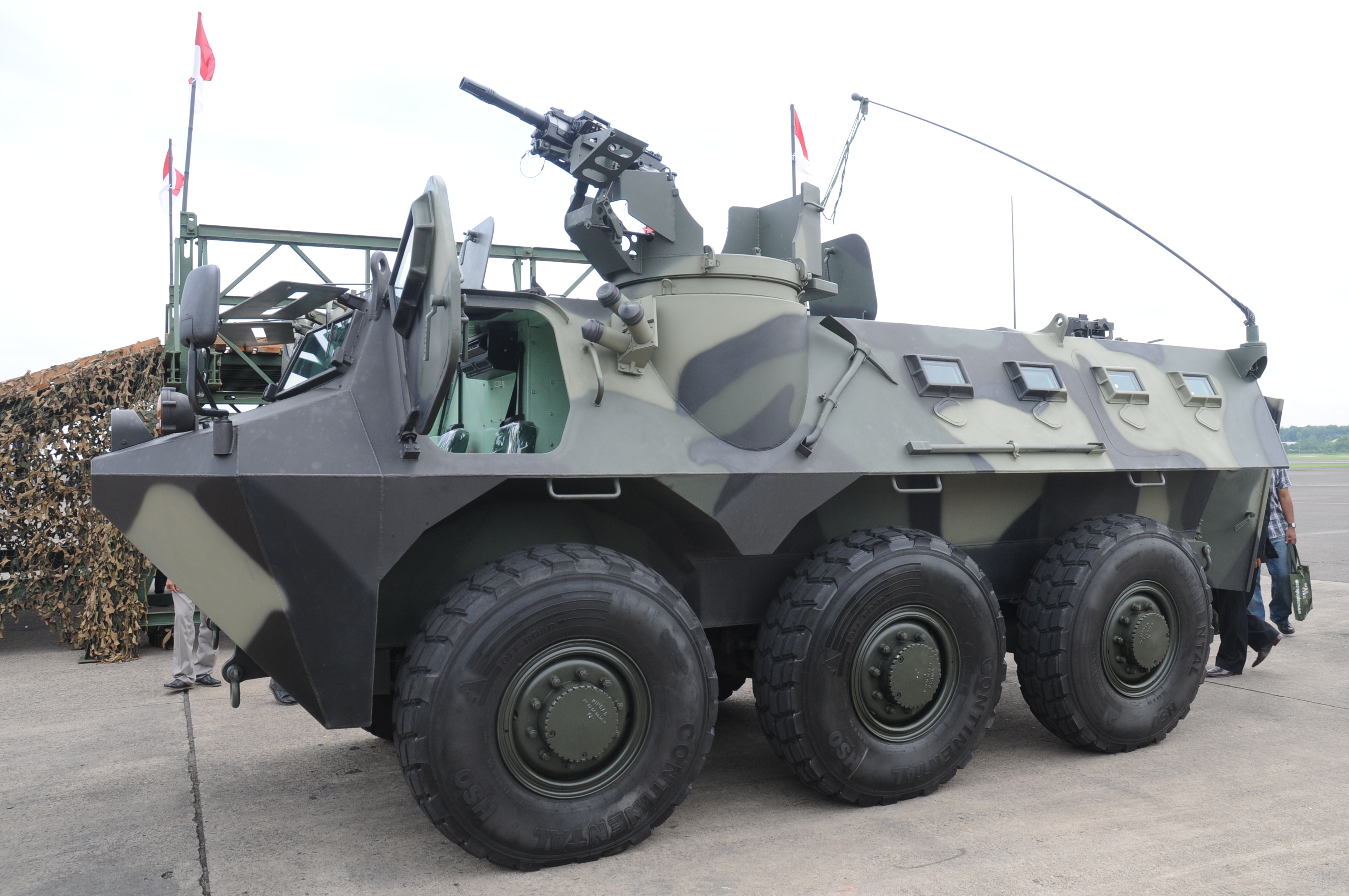
مدرعة إندونيسية خلال استعراض عسكري عام 2008
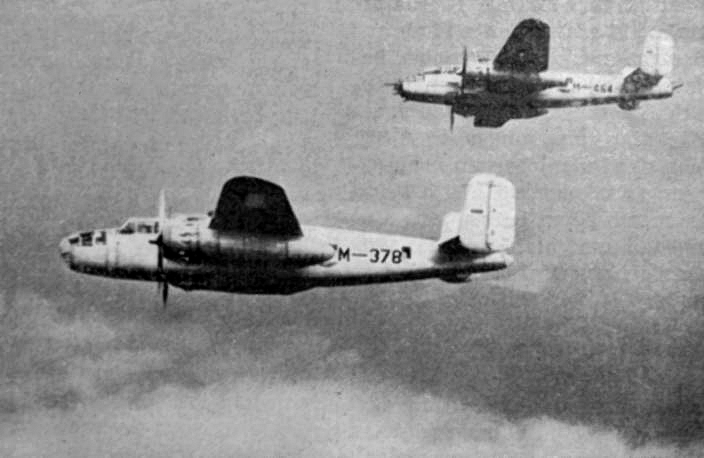
طائرات B-25 الحربية خلال فترة خمسينات القرن الماضي
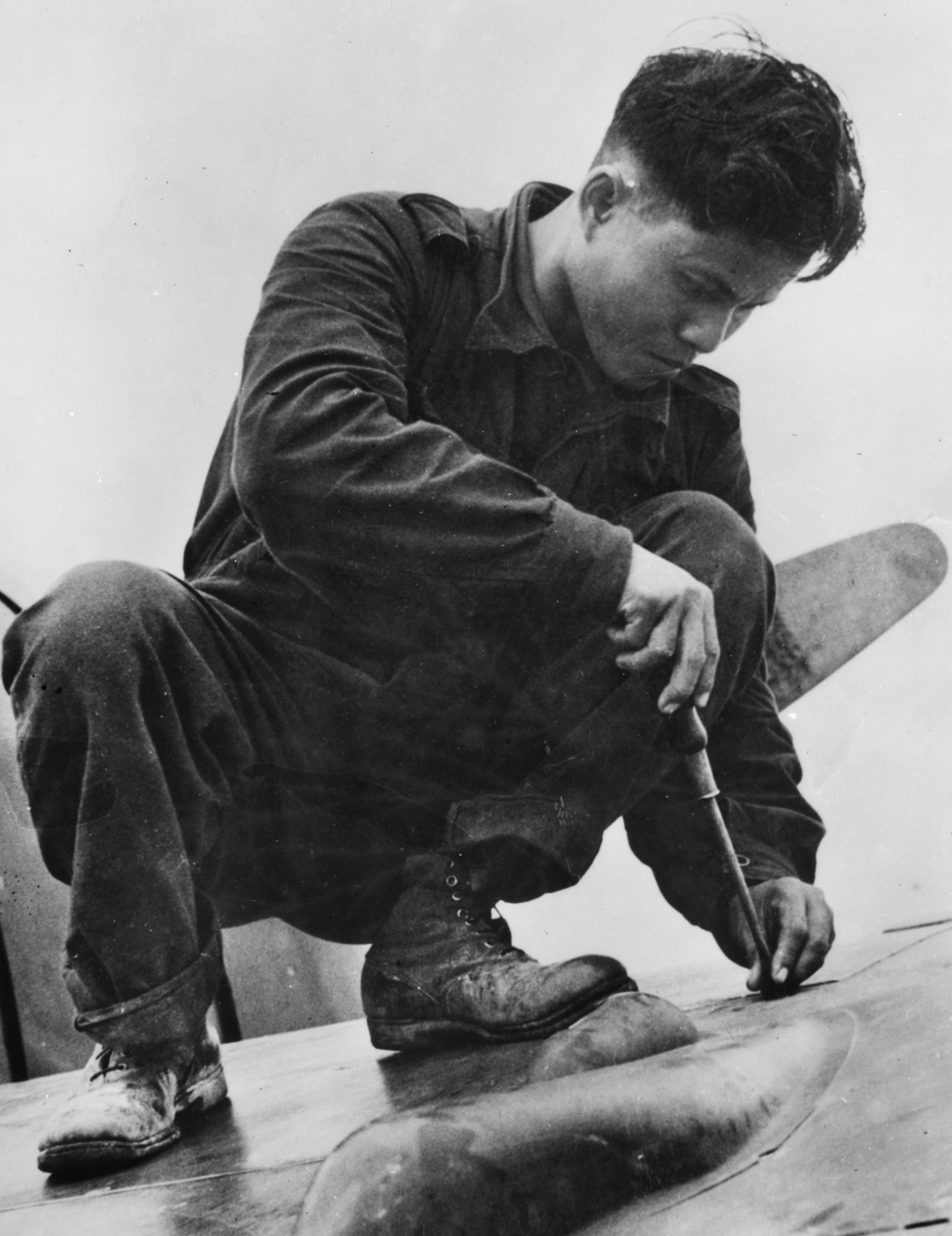
مهندس جاوي يغلق أحد الأبواب فتحات إطلاق النار في طائرة (بروستر ف2أ بوفالو-Brewster F2A Buffalo) هولندية.
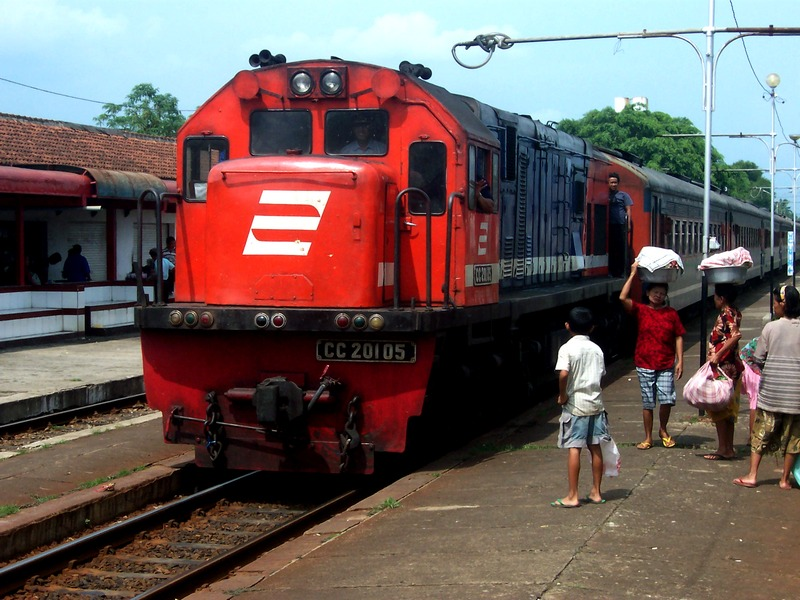
قطار GE U20C في إندونيسيا
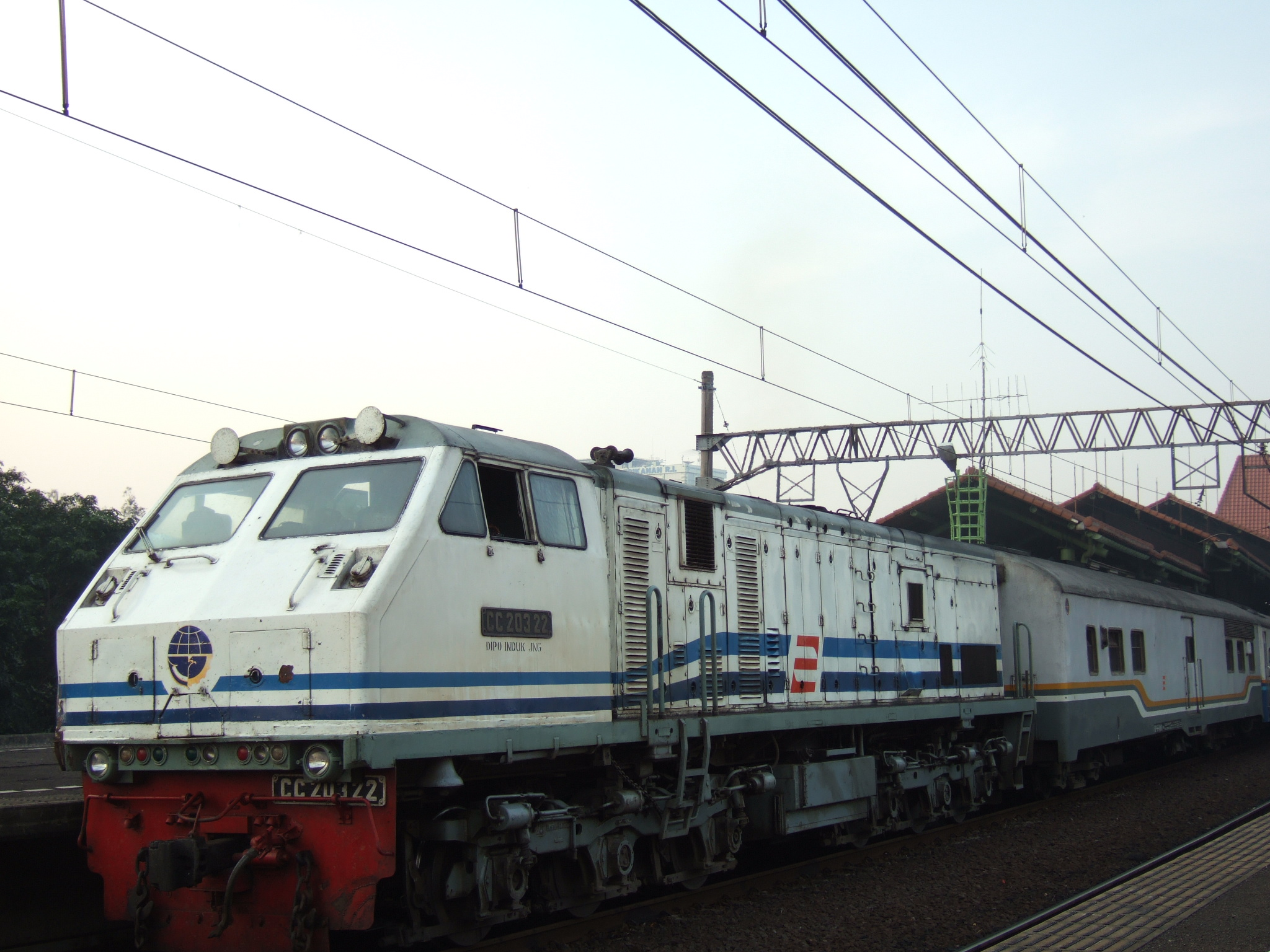
العرض الكامل لمقصورة قطار GE U20C في إندونيسيا
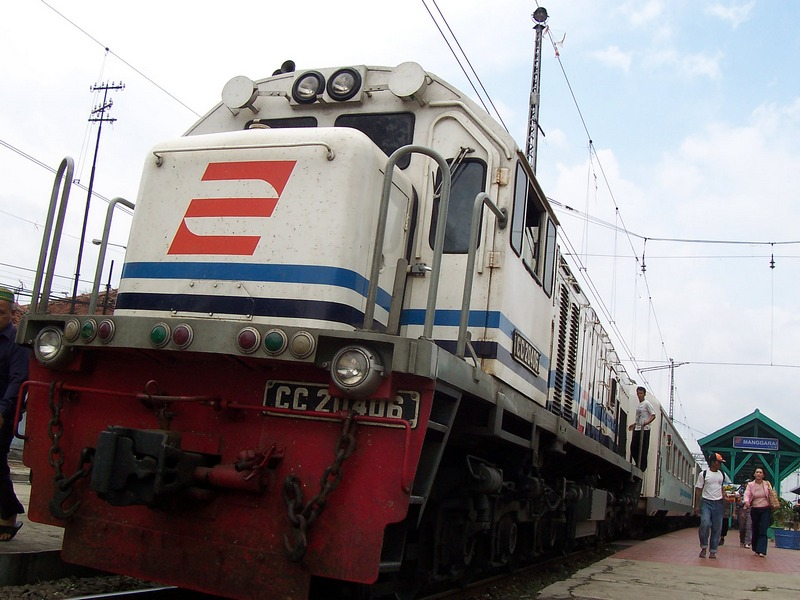
قاطرة قطار GE U20C في إندونيسيا مراقبة بالكامل بالكمبيوتر

## وصلات خارجية
مواقع حكومية
- حكومة إندونيسيا (بالإنجليزية)
- موقع رئاسة الوزراء (بالإندونيسية)
- موقع احصائي (بالإنجليزية)
- رئاسة الدولة وأعضاء مجلس الوزراء (بالإنجليزية)

معلومات عامة
- إندونيسيا من موقعUCB Libraries GovPubs (بالإنجليزية)
- معلومات سياحية عن إندونيسيا (بالإنجليزية)